# Bầu cử Quốc hội Việt Nam khóa XIV
Bầu cử Quốc hội Việt Nam khóa XIV diễn ra vào ngày 22 tháng 5 năm 2016 thông qua biểu quyết trước đó của Quốc hội vào ngày 24 tháng 11 năm 2015. Qua đó, dự kiến vị trí Chủ tịch Hội đồng Bầu cử Quốc gia là Chủ tịch Quốc hội khóa XIII – Ông Nguyễn Sinh Hùng.
Tổng số Đại biểu Quốc hội khóa XIV sẽ là 500 người. Kỳ họp thứ nhất Quốc hội khóa XIV sẽ diễn ra trong tháng 7 năm 2016, để bầu Ủy ban Thường vụ Quốc hội, Chủ tịch Quốc hội, rồi bầu Chủ tịch nước và Thủ tướng Chính phủ. Có hơn 69 triệu 265 ngàn người đủ tư cách cử tri trong cả nước tham gia bầu cử tại 91.476 tổ bầu cử trên cả nước và thời điểm kết thúc quá trình vận động cử tri là 7h sáng ngày 21/5/2016
Theo báo Bloomberg, Nguyễn Hạnh Phúc, Tổng Thư ký Quốc hội, nói trong cuộc họp báo ở Hà Nội thì Quốc hội khóa XIII sẽ họp từ ngày 31 tháng 3 đến 12 tháng 4 để quyết định miễn nhiệm Thủ tướng Nguyễn Tấn Dũng, cũng như Chủ tịch nước Trương Tấn Sang và Chủ tịch Quốc hội Nguyễn Sinh Hùng  Việc bầu Chủ tịch Quốc hội, Chủ tịch Hội đồng bầu cử quốc gia sẽ diễn ra vào ngày 31/3, Chủ tịch nước ngày 2 tháng 4, Thủ tướng ngày 7/4..
Tổng cộng danh sách chính thức ra tranh cử Đại biểu Quốc hội vào ngày 22 tháng 5 năm 2016 gồm 870 ứng viên chính thức ứng cử tại 184 đơn vị bầu cử trong cả nước, trong đó chỉ có 11 người trong số hơn 150 ứng viên tự ứng cử, không có người nào thuộc thành phần bất đồng chính kiến. Trong số 870 ứng cử viên thì 197 người do trung ương giới thiệu, 673 người do địa phương giới thiệu, tỉ lệ 1,74 người ứng cử trên 1 đại biểu được bầu.
Trong số 496 đại biểu được bầu 21 đại biểu là người ngoài Đảng (chiếm 4,2%), Quốc hội khóa XIV có tỷ lệ Đảng viên cao nhất từ trước đến nay. Chỉ có hai người tự ứng cử trúng cử: ông Nguyễn Anh Trí – Viện trưởng Viện Huyết học và Truyền máu Trung ương, ứng cử tại Hà Nội; ông Phạm Quang Dũng – Chủ tịch Hội đồng Quản trị Công ty cổ phần Tasco, ứng cử tại Nam Định. Cả hai đều là Đảng viên Đảng Cộng sản Việt Nam.
Ngoài ra có 2 người đắc cử không được Hội đồng bầu cử quốc gia công nhận tư cách Đại biểu Quốc hội là bà Nguyễn Thị Nguyệt Hường và ông Trịnh Xuân Thanh. Do đó tổng số Đại biểu chính thức còn 494 người tại kỳ họp đầu tiên.

## Quy định của pháp luật
Theo Hiến pháp Việt Nam năm 2013, Việc bầu cử đại biểu Quốc hội và đại biểu Hội đồng nhân dân được tiến hành theo nguyên tắc phổ thông, bình đẳng, trực tiếp và bỏ phiếu kín. Công dân đủ 18 tuổi trở lên có quyền bầu cử và đủ 21 tuổi trở lên có quyền ứng cử vào Quốc hội, Hội đồng nhân dân. Đại biểu Quốc hội là người đại diện cho ý chí, nguyện vọng của Nhân dân ở đơn vị bầu cử ra mình và của Nhân dân cả nước
Mỗi tỉnh thành được phân ra thành nhiều đơn vị bầu cử. Số lượng đơn vị bầu cử tuy thuộc vào dân số tỉnh thành đó. Mỗi đơn vị bầu cử thường bầu chọn ra từ 1 đến 3 Đại biểu . Đại biểu được bầu sẽ chịu trách nhiệm với cử tri thuộc đơn vị bầu cử của mình. Thông thường 1 đơn vị bầu cử bao gồm một hoặc nhiều quận, huyện, thị xã hoặc thành phố thuộc tỉnh đó.
Luật Bầu cử đại biểu Quốc hội và đại biểu Hội đồng nhân đã quy định: Mỗi cử tri có quyền bỏ một phiếu bầu đại biểu Quốc hội và bỏ một phiếu bầu đại biểu Hội đồng nhân dân tương ứng với mỗi cấp Hội đồng nhân dân. Như vậy, cử tri phải tự mình đi bầu cử, không được nhờ người khác bầu cử thay, trừ trường hợp cử tri vì khuyết tật không tự bỏ phiếu được thì nhờ người khác bỏ phiếu vào hòm phiếu. Luật cũng quy định: Trong trường hợp cử tri ốm đau, già yếu, khuyết tật không thể đến phòng bỏ phiếu được thì Tổ bầu cử sẽ mang hòm phiếu phụ và phiếu bầu đến chỗ ở, chỗ điều trị của cử tri để cử tri nhận phiếu và thực hiện bầu cử. Cử tri không thể tự viết được phiếu bầu thì nhờ người khác viết hộ nhưng phải tự mình bỏ phiếu; người viết hộ phải bảo đảm bí mật phiếu bầu của cử tri.

### Quyền lợi từ bầu cử
Bầu cử đại biểu Quốc hội và đại biểu Hội đồng nhân dân là hình thức dân chủ trực tiếp, là phương thức thể hiện ý chí, nguyện vọng và quyền làm chủ của nhân dân trong việc xây dựng Nhà nước nói chung và cơ quan đại diện-cơ quan quyền lực Nhà nước từ trung ương đến địa phương ở Việt Nam nói riêng. Tham gia ứng cử và bầu cử đại biểu Quốc hội và đại biểu Hội đồng nhân dân là quyền cơ bản của công dân trong việc xây dựng chính quyền của nhân dân, do nhân dân, vì nhân dân. Thông qua việc bầu cử này, nhân dân thực hiện quyền dân chủ bằng cách lựa chọn những đại biểu xứng đáng vào Quốc hội, Hội đồng nhân dân. Đối với mỗi cử tri, việc đi bầu cử là quyền lợi đồng thời cũng là trách nhiệm của công dân đối với đất nước.

### Quyền bầu cử không phải là nghĩa vụ của công dân
Về quyết định của Trường Đại học An Giang yêu cầu sinh viên đi bầu cử, và nếu không đi bầu cử thì sẽ bị kỷ luật theo “quy định”, Giáo sư Nguyễn Đăng Dung, Chủ nhiệm Bộ môn luật hành chính – Hiến pháp, khoa Luật Đại học Quốc gia, cho biết: "Việc bỏ phiếu không phải "nghĩa vụ pháp lý" theo pháp luật Việt Nam hiện hành. Không có văn bản pháp luật nào quy định bầu cử là nghĩa vụ.... Việc đi bầu không dựa trên sự tự nguyện và thiếu thông tin sẽ dẫn đến các kết quả bầu cử sai lệch cho dù đảm bảo số phần trăm cử tri theo luật định." 
Ngày 14 tháng 3 năm 2016, Công văn số 137-CV/BTGTW đính chính khẩu hiệu số 4 tại Hướng dẫn 169-HD/BTGTW về tuyên truyền bầu cử. Theo đó, khẩu hiệu “Bầu cử đại biểu Quốc hội và đại biểu Hội đồng nhân dân là quyền và nghĩa vụ của mỗi công dân!” được đính chính thành khẩu hiệu “Bầu cử đại biểu Quốc hội và đại biểu Hội đồng nhân dân là quyền lợi của mỗi công dân!”

### Quyền bầu cử không tách rời nghĩa vụ của công dân
Theo tài liệu tuyên truyền bầu cử:
| “ | "Quyền bầu cử là quyền cơ bản của công dân được Hiến pháp, pháp luật quy định nhằm bảo đảm cho mọi công dân có đủ điều kiện thực hiện việc lựa chọn người đại biểu của mình vào cơ quan quyền lực Nhà nước. Quyền của công dân không tách rời nghĩa vụ của công dân. Bầu cử là một thể chế dân chủ đã có từ lâu. Nhà nước ta là Nhà nước của nhân dân, do nhân dân, vì nhân dân. Nhân dân tổ chức ra Nhà nước bằng cách bầu ra các cơ quan quyền lực Nhà nước. Thông qua bầu cử, nhân dân trực tiếp bỏ phiếu bầu người đại diện cho ý chí, nguyện vọng và quyền làm chủ của mình, thay mặt mình thực hiện quyền lực Nhà nước; góp phần thiết lập bộ máy Nhà nước để tiến hành các hoạt động quản lý xã hội" | ” |

### Thời điểm cần nhớ
Thời gian chót để các ứng viên (kể cả tự ứng cử) nộp hồ sơ là 17h ngày 13 tháng 3 năm 2016. Chậm nhất ngày 27/4, Hội đồng Bầu cử Quốc gia sẽ lập và công bố danh sách chính thức những người ứng cử đại biểu theo từng đơn vị bầu cử trong cả nước.
Danh sách và số lượng đại biểu Quốc hội được bầu ở mỗi tỉnh thành sẽ được công bố chậm nhất là ngày 2 tháng 3 năm 2016 (80 ngày trước ngày bầu cử). Mỗi tỉnh, thành phố trực thuộc Trung ương có ít nhất 3 đại biểu Quốc hội làm việc tại địa phương. Số lượng đại biểu tiếp theo được tính theo số dân và đặc điểm của mỗi tỉnh, thành.
Thời gian vận động bầu cử được bắt đầu từ ngày công bố danh sách chính thức những người ứng cử (25 ngày trước ngày bầu cử) và kết thúc trước thời điểm bỏ phiếu (ngày 22 tháng 5 năm 2016) 24 giờ.
10 ngày trước ngày bầu cử, Hội đồng Bầu cử Quốc gia, Ủy ban bầu cử, ban bầu cử ngừng xem xét, giải quyết khiếu nại, tố cáo, kiến nghị về người ứng cử và việc lập danh sách những người ứng cử.
Kết quả bầu cử được công bố chậm nhất vào ngày 11 tháng 6 năm 2016, tức là 20 ngày sau bầu cử.

### Vận động bầu cử

#### Nguyên tắc vận động bầu cử
Điều 63 Luật Bầu cử quy định:
1. Việc vận động bầu cử được tiến hành dân chủ, công khai, bình đẳng, đúng pháp luật, bảo đảm trật tự, an toàn xã hội.
2. Người ứng cử đại biểu Quốc hội, ứng cử đại biểu Hội đồng nhân dân ở đơn vị bầu cử nào thì thực hiện vận động bầu cử tại đơn vị bầu cử đó.
3. Các tổ chức phụ trách bầu cử và thành viên của các tổ chức này không được vận động cho người ứng cử.

#### Về hình thức vận động bầu cử
Luật Bầu cử đại biểu Quốc hội quy định hai hình thức.
- Một là gặp gỡ, tiếp xúc với cử tri tại hội nghị tiếp xúc cử tri ở địa phương nơi mình ứng cử.
- Hai là thông qua phương tiện thông tin đại chúng.

#### Hành vi bị cấm trong vận động bầu cử:
- Lợi dụng vận động bầu cử để tuyên truyền trái với Hiến pháp và pháp luật hoặc làm tổn hại đến danh dự, nhân phẩm, uy tín, quyền, lợi ích hợp pháp khác của tổ chức, cá nhân khác.
- Lạm dụng chức vụ, quyền hạn để sử dụng phương tiện thông tin đại chúng trong vận động bầu cử.
- Lợi dụng vận động bầu cử để vận động tài trợ, quyên góp ở trong nước và nước ngoài cho tổ chức, cá nhân mình.
- Sử dụng hoặc hứa tặng, cho, ủng hộ tiền, tài sản hoặc lợi ích vật chất để lôi kéo, mua chuộc cử tri.

#### Thời gian tiến hành vận động
Thời gian vận động bầu cử được bắt đầu từ ngày công bố danh sách chính thức những người ứng cử và kết thúc trước thời điểm bắt đầu bỏ phiếu 24 giờ

#### Vận động tranh cử thông qua phương tiện truyền thông
Điều 67 Luật Bầu cử quy định:
1. Người ứng cử đại biểu Quốc hội trình bày với cử tri về dự kiến chương trình hành động của mình nếu được bầu làm đại biểu Quốc hội khi trả lời phỏng vấn trên các phương tiện thông tin đại chúng ở địa phương nơi mình ứng cử và trên trang thông tin điện tử về bầu cử đại biểu Quốc hội của Hội đồng bầu cử quốc gia.
2. Người ứng cử đại biểu Hội đồng nhân dân trình bày với cử tri về dự kiến chương trình hành động của mình nếu được bầu làm đại biểu Hội đồng nhân dân khi trả lời phỏng vấn trên các phương tiện thông tin đại chúng ở địa phương và trên trang thông tin điện tử về bầu cử của Ủy ban bầu cử (nếu có).
3. Hội đồng bầu cử quốc gia, Ủy ban bầu cử có trách nhiệm chỉ đạo cơ quan quản lý trang thông tin điện tử thực hiện đúng các quy định của pháp luật về việc đăng tải nội dung vận động bầu cử.
4. Ủy ban nhân dân cấp tỉnh tổ chức việc đăng tải chương trình hành động của người ứng cử đại biểu Quốc hội, ứng cử đại biểu Hội đồng nhân dân trên các phương tiện thông tin đại chúng của địa phương.

## Công tác tuyên truyền Bầu cử Quốc hội Việt Nam khóa XIV
Đảng Cộng sản Việt Nam, Nhà nước, Quốc hội, Chính phủ huy động mọi cơ quan công quyền ở mọi cấp, các cơ quan thông tấn thuộc sở hữu của Nhà nước tuyên truyền cho Ngày Bầu cử Quốc hội và Hội đồng Nhân dân các cấp nhiệm kỳ 2016–2021. Công tác tuyên truyền tập trung vào Mục đích, ý nghĩa, tầm quan trọng của cuộc bầu cử đại biểu Quốc hội khoá XIV và đại biểu Hội đồng nhân dân các cấp nhiệm kỳ 2016–2021, các đặc trưng cơ bản của Nhà nước pháp quyền xã hội Chủ nghĩa Việt Nam của nhân dân, do nhân dân, vì nhân dân; quyền và nghĩa vụ của công dân trong việc xây dựng bộ máy nhà nước nói chung và Quốc hội, HĐND nói riêng; chức năng, nhiệm vụ, quyền hạn, tổ chức và hoạt động của Quốc hội, của HĐND các cấp. Giới thiệu các thành tựu của Quốc hội và HĐND qua các thời kỳ, đặc biệt là những đổi mới của Quốc hội trong hoạt động lập pháp, giám sát và quyết định những vấn đề quan trọng của đất nước, của HĐND trong việc thực hiện trách nhiệm của cơ quan quyền lực nhà nước ở địa phương. Giới thiệu những điểm mới trong công tác bầu cử đại biểu Quốc hội và đại biểu Hội đồng nhân dân lần này; tuyên truyền tiêu chuẩn người ứng cử đại biểu Quốc hội, tiêu chuẩn đại biểu HĐND; quyền bầu cử và ứng cử của công dân, nghĩa vụ, trách nhiệm của cử tri trong công tác bầu cử; các hoạt động trong quá trình tiếp xúc cử tri; các quy định về trình tự, thể thức bầu cử. Bên cạnh đó, công tác tuyên truyền còn nhằm củng cố công tác bảo an, phòng ngừa những khả năng chống phá của các lực lượng không có thiện cảm với Đảng Cộng sản.
Công tác tuyên truyền được thực hiện rất bài bản, có hướng dẫn đầy đủ tới mọi cấp, mọi cơ quan. Công tác tuyên truyền còn nhằm gia tăng tỷ lệ cử tri tham gia ngày Bầu cử 22/5/2015 trên cả nước
Để đảm bảo người dân có đầy đủ thông tin về cuộc bầu cử, Hội đồng Bầu cử quốc gia đã thành lập Tiểu ban Pháp luật và Thông tin, tuyên truyền. Tiểu ban này có nhiệm vụ hướng dẫn thực hiện các quy định của pháp luật về bầu cử, hướng dẫn công tác thông tin, tuyên truyền và vận động bầu cử. Đứng đầu Tiểu ban là ông Uông Chu Lưu, Phó Chủ tịch Quốc hội, Uỷ viên Hội đồng bầu cử quốc gia

## Vai trò của Mặt trận Tổ quốc Việt Nam
Đài Á Châu Tự do (RFA) nhấn mạnh Mặt trận Tổ quốc Việt Nam là chủ thể duy nhất có quyền lập danh sách ứng cử viên đại biểu Quốc hội. Ứng cử viên phải qua 3 lần hiệp thương trước khi được xếp vào danh sách ứng cử viên chính thức. Mặt trận Tổ quốc sẽ giới thiệu ứng cử viên về các nơi ở, nơi công tác, cương lĩnh tranh cử trong các buổi tiếp xúc cử tri để họ được cử tri góp ý trước khi được mặt trận tổ quốc hiệp thương. Mặt trận Tổ quốc Việt Nam còn có chức năng giám sát cuộc bầu cử Chủ tịch Ủy ban Trung ương MTTQ Việt Nam Nguyễn Thiện Nhân cho rằng đó là một khâu rất quan trọng nhằm lựa chọn, giới thiệu người ứng cử bảo đảm dân chủ, chất lượng, thể hiện được cơ cấu, thành phần đại diện cho trí tuệ của khối đại đoàn kết toàn dân tộc. Tiến hành 3 vòng hiệp thương nhằm xác định cơ cấu, số lượng các ĐBQH cần bầu, sau đó xác định cơ cấu, số lượng, thành phần những người được giới thiệu ứng cử ĐBQH đáp ứng tiêu chuẩn; Tổ chức cho các ứng cử viên tiếp xúc cử tri ở tất cả các tỉnh, thành trên cả nước với tinh thần ứng cử viên phải gặp được đại diện cử tri của tất cả các phường, xã trên địa bàn ứng cử của mình.
Đánh giá công tác hiệp thương, ông Nguyễn Văn Pha – Phó Chủ tịch Ủy ban Trung ương Mặt trận Tổ quốc Việt Nam cho biết:
| “ | "Công tác hiệp thương diễn ra suôn sẻ, không có trục trặc đáng kể...hội nghị Hiệp thương lần thứ nhất đóng vai trò như khung cho các cuộc hiệp thương tiếp theo...Quy trình hiệp thương đã được bảo đảm tiêu chuẩn, cơ cấu thành phần người được giới thiệu và tiến hành hội nghị hiệp thương thực sự dân chủ, đúng luật, đúng tiến độ thời gian quy định cho từng công việc" | ” |

.
Trao đổi với Hãng tin BBC ngày 20 tháng 3 năm 2016, tiến sĩ Hà Hoàng Hợp, nhà nghiên cứu cao cấp thuộc Viện Chiến lược Quốc tế và Viện Nghiên cứu Đông Nam Á ở Singapore, cho rằng, "Người ta dùng hiệp thương để thay cho tranh cử. Đấy là cái hạn chế." Ông nói thêm, cơ chế hiệp thương là "chiến lược 'nhất thể hóa' hệ thống quyền lực và lãnh đạo của Đảng đối với hệ thống chính quyền nhà nước đang dẫn đến 'hạn chế tranh cử ngay trong nội bộ' Đảng và chính quyền"..
Theo Hãng tin BBC, cách thức 'hiệp thương' này của Mặt Trận Tổ Quốc, cách thức 'Đảng cơ cấu, dân bầu', được nhiều người cho là đem lại lợi thế độc tôn cho Đảng Cộng sản Việt Nam.

### Hiệp thương lần 1
Hiệp thương (đàm phán, thương lượng với nhau) lần 1  diễn ra sau khi UBTVQH đã trình dự thảo tới Mặt trận Tổ quốc (MTTQ) về cơ cấu, thành phần, số lượng ĐBQH được bầu, tỷ lệ người tự ứng cử. Dựa trên dự kiến đó, MTTQ cấp trung ương, và cấp tỉnh/thành phố trực thuộc trung ương, sẽ tổ chức hội nghị hiệp thương lần thứ nhất ở cấp tương ứng, để thoả thuận (tức là “hiệp thương”) về cơ cấu, thành phần và số lượng đại biểu mà các cơ quan, tổ chức, đơn vị ở trung ương hay địa phương giới thiệu, tiến cử. Thử thách lớn nhất với ứng viên tự do là ở lần hiệp thương sau đó.

#### Cấp Trung ương
Hội nghị hiệp thương lần thứ nhất ở trung ương do Đoàn Chủ tịch Ủy ban trung ương Mặt trận Tổ quốc Việt Nam tổ chức chậm nhất là 95 ngày trước ngày bầu cử. Thành phần hội nghị hiệp thương lần thứ nhất gồm Đoàn Chủ tịch Ủy ban trung ương Mặt trận Tổ quốc Việt Nam, đại diện ban lãnh đạo các tổ chức thành viên của Mặt trận. Đại diện Hội đồng bầu cử quốc gia, Ủy ban Thường vụ Quốc hội và Chính phủ được mời tham dự hội nghị này. Hội nghị hiệp thương thỏa thuận về cơ cấu, thành phần, số lượng người của cơ quan, tổ chức, đơn vị ở trung ương được giới thiệu ứng cử đại biểu Quốc hội trên cơ sở dự kiến của Ủy ban Thường vụ Quốc hội.

#### Cấp địa phương
Hội nghị hiệp thương lần thứ nhất ở tỉnh, thành phố trực thuộc trung ương do Ban thường trực Ủy ban Mặt trận Tổ quốc Việt Nam cấp tỉnh tổ chức chậm nhất là 95 ngày trước ngày bầu cử. Thành phần hội nghị hiệp thương lần thứ nhất gồm Ban thường trực Ủy ban Mặt trận Tổ quốc Việt Nam, đại diện ban lãnh đạo các tổ chức thành viên của Mặt trận Tổ quốc Việt Nam cùng cấp và đại diện Ban thường trực Ủy ban Mặt trận Tổ quốc Việt Nam cấp huyện trực thuộc. Đại diện Ủy ban bầu cử ở tỉnh, Thường trực Hội đồng nhân dân và Ủy ban nhân dân cấp tỉnh được mời tham dự hội nghị này. Hội nghị hiệp thương thỏa thuận về cơ cấu, thành phần, số lượng người của cơ quan, tổ chức, đơn vị ở địa phương được giới thiệu ứng cử đại biểu Quốc hội trên cơ sở dự kiến của Ủy ban Thường vụ Quốc hội.
Tại hội nghị hiệp thương lần thứ nhất, tổng số ĐBQH khóa XIV dự kiến phân bổ cho Thành phố Hồ Chí Minh là 30, trong đó có 16 ĐB ở TP, 14 ĐB do T.Ư giới thiệu. Trên cơ sở đó, hội nghị đã thống nhất dự kiến cơ cấu, thành phần và phân bổ số lượng người được giới thiệu để bầu ĐBQH khóa XIV như sau: số ứng viên Thành phố Hồ Chí Minh giới thiệu là 46 người (bầu ra 16 ĐBQH), trong đó ứng viên cơ quan tư pháp là 3 người, ĐB tự ứng cử là 2 người.
Còn ở Hà Nội, ông Đào Văn Bình, Phó chủ tịch Ủy ban MTTQ Việt Nam cho biết, tổng số ĐBQH khóa XIV dự kiến phân bổ cho thành phố này là 30, trong đó có 16 ĐB ở TP, 14 đại biểu trung ương.

### Hiệp thương lần 2
Hội nghị hiệp thương lần thứ hai ở trung ương do Đoàn Chủ tịch Ủy ban trung ương Mặt trận Tổ quốc Việt Nam tổ chức chậm nhất là 65 ngày trước ngày bầu cử. Thành phần hội nghị hiệp thương lần thứ nhất gồm Đoàn Chủ tịch Ủy ban trung ương Mặt trận Tổ quốc Việt Nam, đại diện ban lãnh đạo các tổ chức thành viên của Mặt trận. Đại diện Hội đồng bầu cử quốc gia, Ủy ban Thường vụ Quốc hội và Chính phủ được mời tham dự hội nghị này. Hội nghị hiệp thương lần thứ hai căn cứ vào tiêu chuẩn của đại biểu Quốc hội, cơ cấu, thành phần, số lượng người của cơ quan, tổ chức, đơn vị ở địa phương được giới thiệu ứng cử đại biểu Quốc hội đã được Ủy ban Thường vụ Quốc hội điều chỉnh lần thứ nhất để lập danh sách sơ bộ những người ứng cử đại biểu Quốc hội và gửi lấy ý kiến cử tri nơi cư trú; đối với người tự ứng cử thì còn được gửi lấy ý kiến cử tri nơi người đó công tác (nếu có). Việc tổ chức lấy ý kiến cử tri được thực hiện theo quy định về Hội nghị Cử tri. Căn cứ vào kết quả hiệp thương lần thứ hai, chậm nhất là 55 ngày trước ngày bầu cử, Ủy ban Thường vụ Quốc hội điều chỉnh lần thứ hai cơ cấu, thành phần, số lượng người của cơ quan, tổ chức, đơn vị ở trung ương và địa phương được giới thiệu ứng cử đại biểu Quốc hội.
Chiều 17.3, hội nghị hiệp thương lần hai đã biểu quyết thông qua danh sách sơ bộ 90 người ở Thành phố Hồ Chí Minh ứng cử ĐBQH khóa XIV, trong đó có 48 người tự ứng cử (chiếm 53,3%), 44 người ngoài Đảng (48,8%), 30 nữ (33,3%). Trong 48 người tự ứng cử ĐBQH có một số gương mặt đáng chú ý như TS Nguyễn Bách Phúc - Viện trưởng Viện Điện - điện tử - tin học TP.HCM, ông Võ Văn Thôn - nguyên Giám đốc Sở Tư pháp, ông Nguyễn Quốc Kỳ - Tổng giám đốc Viettravel, ông Đỗ Văn Thắng - Tổng giám đốc tập đoàn Mai Linh… Ngoài ra, trong danh sách này có hai người đang là ĐBQH khóa XIII là ông Hoàng Hữu Phước (Công ty Doanh thương Mỹ Á) và ông Đặng Thành Tâm (Chủ tịch HĐQT Tập đoàn Đầu tư Sài Gòn).
Cùng ngày, hội nghị hiệp thương lần thứ hai của Ủy ban MTTQ VN thành phố Hà Nội tổ chức đã biểu quyết thông qua danh sách sơ bộ 87 người ứng cử đại biểu Quốc hội khóa XIV, trong đó 48 người tự ứng cử.
Trong giới nghệ sĩ tự ứng cử ở Hà Nội gồm có NSƯT Minh Ánh (Hiệu trưởng trường Cao đẳng nghệ thuật Hà Nội), danh hài Nguyễn Công Vượng, còn ở Thành phố Hồ Chí Minh thì có Diễn viên Lê Đình Hùng, Diễn viên - ca sĩ tự do Lâm Ngân Mai, ca sĩ Mai Khôi, người cho là chính trị không nên chỉ là lãnh vực riêng của Đảng cầm quyền. Danh hài Nguyễn Công Vượng cho biết anh tham gia ứng cử Quốc hội vì có kinh nghiệm và quan tâm đến lãnh vực văn hóa và giáo dục.
Về vấn đề nhiều người thuộc giới văn nghệ sĩ ra ứng cử, đại biểu Dương Trung Quốc cho rằng "đây là vấn đề đáng mừng...những sự có mặt của những người thuộc nhiều lĩnh vực là đúng đắn.". Ông cho biết,...hai nhiệm kỳ gần đây không có, rất là hụt hẫng." 

#### Hội nghị cử tri
Hội nghị cử tri ở xã, phường, thị trấn được tổ chức tại thôn, tổ dân phố nơi người ứng cử đại biểu Quốc hội cư trú thường xuyên do Ban thường trực Ủy ban Mặt trận Tổ quốc Việt Nam cấp xã phối hợp với Ủy ban nhân dân cùng cấp triệu tập và chủ trì.
Người ứng cử đại biểu Quốc hội, đại diện cơ quan, tổ chức, đơn vị đã giới thiệu người ứng cử được mời tham dự hội nghị này. Hội nghị cử tri ở tổ chức chính trị, tổ chức chính trị-xã hội, tổ chức xã hội do ban lãnh đạo tổ chức triệu tập và chủ trì; hội nghị cử tri ở cơ quan nhà nước, tổ chức kinh tế, đơn vị sự nghiệp do người đứng đầu cơ quan, tổ chức, đơn vị phối hợp với ban chấp hành công đoàn cơ quan, tổ chức, đơn vị triệu tập và chủ trì; hội nghị cử tri ở đơn vị vũ trang nhân dân là hội nghị quân nhân do lãnh, đạo, chỉ huy đơn vị triệu tập và chủ trì. Người ứng cử đại biểu Quốc hội được mời tham dự hội nghị này. Tại hội nghị cử tri, cử tri đối chiếu với tiêu chuẩn của đại biểu Quốc hội, nhận xét, bày tỏ sự tín nhiệm đối với người ứng cử đại biểu Quốc hội bằng cách giơ tay hoặc bỏ phiếu kín theo quyết định của hội nghị.<ref=moj/>
Hầu hết 197 ứng cử viên đều được cử tri, mà MTTQ mời, tín nhiệm cao 100%, chỉ có năm người được cử tri ở cơ quan và 3 người được cử tri nơi cư trú tín nhiệm dưới 100% nhưng đều đạt từ 97% trở lên.
Trong số 48 người tự ứng cử Đại biểu Quốc hội tại Thành phố Hồ Chí Minh thì 8 người đã rút khỏi danh sách. Kết quả lấy phiếu tín nhiệm của 40 người thì chỉ 9 người đạt phiếu trên 50%.

#### Tổ dân phố, thôn, ấp giới thiệu người tự ứng cử
Số lượng cử tri tham dự hội nghị giới thiệu người ứng cử đại biểu Hội đồng nhân dân cấp xã nơi có dưới một trăm cử tri thì tổ chức hội nghị toàn thể, nhưng phải bảo đảm trên 50% số cử tri tham dự. Nơi có từ một trăm cử tri trở lên thì phải bảo đảm ít nhất là 55 cử tri tham dự. Tham dự Hội nghị tổ dân phố, thôn, ấp gồm đại diện các hộ gia đình, Toàn thể thành viên Ban công tác Mặt trận; Trưởng thôn, Phó trưởng thôn hoặc Tổ trưởng, Tổ phó tổ dân phố; Đại diện Thường trực Hội đồng nhân dân, Ủy ban nhân dân, Ban thường trực Ủy ban Mặt trận Tổ quốc Việt Nam cấp xã; đối vối phường thực hiện thí điểm không tổ chức Hội đồng nhân dân thì mời đại diện Ủy ban nhân dân, Ban thường trực Ủy ban Mặt trận Tổ quốc Việt Nam phường. Người được giới thiệu ứng cử là người được trên 50% cử tri có mặt tín nhiệm
Theo ý kiến nhà báo Huy Đức chia sẻ với Hãng tin BBC: "Để tổ dân phố bỏ phiếu quyết định một người có thể trở thành ứng cử viên đại biểu quốc hội hay không lại càng phản khoa học và phi dân chủ. Tử tế với nơi mình sống là cần thiết, nhưng đánh giá họ là phải dựa trên khả năng tham gia của họ trong các chính sách ở tầm quốc gia chứ không chỉ chuyện cản con mèo ăn vụng cá nhà hàng xóm." 

### Hiệp thương lần 3
Hội nghị hiệp thương lần thứ ba ở trung ương do Đoàn Chủ tịch Ủy ban trung ương Mặt trận Tổ quốc Việt Nam tổ chức chậm nhất là 35 ngày trước ngày bầu cử. Hội nghị hiệp thương lần thứ ba căn cứ vào tiêu chuẩn của đại biểu Quốc hội, cơ cấu, thành phần, số lượng người của cơ quan, tổ chức, đơn vị ở trung ương được giới thiệu ứng cử đại biểu Quốc hội đã được Ủy ban Thường vụ Quốc hội điều chỉnh lần thứ hai và kết quả lấy ý kiến cử tri để lựa chọn, lập danh sách những người đủ tiêu chuẩn ứng cử đại biểu Quốc hội. Chỉ có đại diện MTTQ, Hội đồng Bầu cử Quốc gia, UBTVQH, Chính phủ (đối với việc bầu cử ĐBQH ở cấp trung ương); MTTQ và Ủy ban bầu cử tỉnh, thường trực hội đồng nhân dân và Ủy ban nhân dân tỉnh (đối với việc bầu cử ĐBQH ở cấp địa phương), là được tham dự và “hiệp thương” với nhau để lựa chọn và chốt danh sách chính thức những người ứng cử ĐBQH. Luật sư Lê Luân tuyên bố trên facebook rằng không có sự có mặt và giám sát của bất kỳ một cơ quan độc lập nào.. Tuy nhiên, các cơ quan báo chí được phép tới đưa tin về các buổi hiệp thương, như Báo Tuổi trẻ tới Hội nghị của TP. Hồ Chí Minh, Thông tấn xã Việt Nam tới Tiền Giang, Bình Phước, Bà Rịa-Vũng Tàu, Lâm Đồng, Kiên Giang
Sau hội nghị hiệp thương lần ba, 46/48 người tự ứng cử đại biểu Quốc hội tại thành phố Hà Nội bị loại, trong đó có nhà báo Trần Đăng Tuấn, Chủ tịch Hội đồng quản trị, Tổng giám đốc Công ty cổ phần sản xuất chương trình An Viên; Chủ tịch Hội đồng quản lý Quỹ xã hội - Từ thiện “trò nghèo vùng cao”. Trước đó tại hội nghị lấy ý kiến cử tri nơi cư trú và nơi công tác, ông Tuấn đều đạt tín nhiệm 100%. Một ứng viên tự ứng cử bị loại khác là kỹ sư Nguyễn Đình Nam cũng nói với báo Lao động là ông “hơi bất ngờ” khi nhận được tin MTTQ loại mình dù “đạt 99% tín nhiệm ở nơi cư trú”. Bên cạnh đó, ông Tuấn cũng nói thêm: "Các đại biểu sẽ đối chiếu theo những tiêu chuẩn đó để đánh giá, quyết định. Ở đây không phải là 1-2 cá nhân quyết định mà do đa số biểu quyết", ông Tuấn nói và giải thích thêm dự Hội nghị hiệp thương gồm 83 đại biểu. Cũng theo ông Tuấn, những người được chọn là những người tiêu biểu nhất trong những người tiêu biểu và họ có khả năng đóng góp cho xã hội nhiều hơn những người bị loại.
Trong số bị loại 14 người tự rút lui. 2 người được chọn vào danh sách chính thức ứng cử là ông Nguyễn Hữu Ninh (Chủ tịch hội đồng quản lý Trung tâm nghiên cứu, giáo dục môi trường và phát triển thuộc Liên hiệp các hội khoa học và kỹ thuật Hà Nội) và ông Nguyễn Anh Trí (Giám đốc Viện Huyết học và Truyền máu Trung ương)., Đài Tiếng nói Việt Nam đưa tin ở Hà Nội...
Giải thích lý do một số người ứng cử bị loại khi biểu quyết, bà Lê Thị Kim Oanh, Phó chủ tịch Ủy ban MTTQ TP.Hà Nội cho rằng những người được đưa ra biểu quyết đều đủ tiêu chuẩn theo quy định, nhưng còn phụ thuộc vào cơ cấu nên phải “so bó đũa chọn cột cờ”. Đại biểu Quốc hội Dương Trung Quốc thì cho là "Cơ cấu phải ngày càng bớt đi những quan chức ở cơ quan hành pháp." vì "những người đấy có cơ hội, điều kiện để đóng góp cho việc chung... ở những tổ chức khác, trên cương vị khác." 
Tại Đà Nẵng trong số 6 người tự ứng cử, thì 5 người nộp đơn tự rút lui.
Tại TP. Hồ Chí Minh, trong 48 người tự ứng cử, 8 người đã làm đơn xin rút, 2 người được vào danh sách ứng cử chính thức là là ông Lâm Thiếu Quân (hiện là đại biểu HĐND thành phố khóa XVIII) và bà Nguyễn Thị Hồng Chương (cử nhân sư phạm ngành ngữ văn, giáo viên, bí thư chi bộ trường THPT Tân Túc, Bình Chánh). Hai Đại biểu Quốc hội khóa XIII, tự ứng cử vào khóa XIV là Hoàng Hữu Phước và Đặng Thành Tâm, cũng không lọt được vào vòng chính thức.
Sau khi Hội nghị hiệp thương lần thứ ba của Mặt trận Tổ quốc hoàn thành, tổng cộng cả nước có 1121 người được chọn để ứng cử Đại biểu Quốc hội khóa XIV.
Tổng cộng danh sách chính thức ra tranh cử Đại biểu Quốc hội vào ngày 22/5 gồm 870 ứng viên trong đó chỉ có 11 người trong số hơn 150 ứng viên tự ứng cử, không có người nào thuộc thành phần bất đồng chính kiến.

### Ý kiến
- GS.TS. Nguyễn Minh Thuyết, nguyên Phó chủ nhiệm Ủy ban Văn hóa, Giáo dục, Thanh niên, Thiếu niên và Nhi đồng của Quốc hội bày tỏ ý kiến: "

| “ | "không nên quy định cứng nhắc về cơ cấu thành phần. Ví dụ, cơ cấu ít nhất 35% đại biểu là phụ nữ, 10% đại biểu là người ngoài Đảng, 10% người dưới 40 tuổi,..., thì đó là chỉ tiêu phấn đấu, còn đạt bao nhiêu là tùy thuộc vào nỗ lực của ứng cử viên và sự lựa chọn của cử tri. Cơ cấu quá cứng nhắc, hình thức có thể làm cho cử tri giảm dần ý thức trách nhiệm trong bầu cử. Thế mới có chuyện một người đi bầu thay cho cả gia đình. Thậm chí ra tới nơi bầu cử rồi mới đọc qua sơ yếu lý lịch của ứng cử viên để bầu. Có cử tri còn hỏi người trong tổ bầu cử là nên để ai, gạch tên ai. Để khắc phục tình trạng này, theo tôi, cần phải cải tiến mạnh mẽ công tác bầu cử." | ” |

- Ông Đặng Thanh Giang, Ủy viên Ban Thường vụ Tỉnh ủy tỉnh Thái Bình, Chủ tịch Ủy ban MTTQ tỉnh, Phó Chủ tịch Ủy ban Bầu cử tỉnh nhận định:

| “ | "Tổ chức các hội nghị tiếp xúc cử tri để người ứng cử thực hiện quyền vận động bầu cử. Tổ chức hoạt động giám sát cuộc bầu cử, đặc biệt tập trung giám sát việc lập danh sách và niêm yết danh sách cử tri, bảo đảm không để sót người có quyền bầu cử và không ghi nhầm người không có quyền bầu cử vào danh sách cử tri, thực hiện niêm yết danh sách cử tri theo luật định; giám sát hoạt động của tổ chức phụ trách bầu cử theo chức năng, nhiệm vụ đã được quy định; giám sát trình tự, thủ tục và thể thức bỏ phiếu trong ngày bầu cử kiểm phiếu và công bố kết quả bầu cử. Nắm tình hình nhân dân, phối hợp với các tổ chức thành viên xây dựng kế hoạch phân công người phụ trách từng khu vực dân cư và đối tượng cử tri cá biệt để tổ chức vận động cử tri đi bỏ phiếu trong ngày bầu cử." | ” |

.
- Nhận xét về công tác hiệp thương cấp cơ sở, báo Lai Châu nhận định:

| “ | Hội nghị Hiệp thương thỏa thuận, thống nhất lập danh sách sơ bộ gửi về lấy ý kiến nhận xét và tín nhiệm tại nơi cư trú thường xuyên trên địa bàn các huyện, thành phố đã được các khu dân cư thực hiện một cách công khai dân chủ, công bằng, đúng luật, đúng quy định. Những người được giới thiệu ứng cử đều có phẩm chất, đạo đức, lối sống lành mạnh giản dị, trung thực, có ý thức thực hành tiết kiệm, chống tham ô lãng phí, quan liêu, không hách dịch cửa quyền, có trình độ năng lực công tác, tinh thần trách nhiệm với chức trách nhiệm vụ được giao. | ” |

- Nói chuyện với đài BBC vào ngày 19 tháng 2 năm 2016 về vấn đề bầu cử quốc hội, ông Dương Trung Quốc cho là việc "Đảng cử dân bầu" là vấn đề cần phải thay đổi, để phát huy dân chủ một cách rộng lớn hơn, lấy lại lòng tin của người dân, mà vẫn thờ ơ đưa tới những hiện tượng như bỏ phiếu hộ...[64]
- Nói chuyện với thông tấn xã Reuters, nhà phân tích chính trị Lê Hồng Hiệp cho là, các nhà hoạt động chính trị độc lập khó mà được phép tranh cử Quốc hội: “Đảng muốn có những tiếng nói phản biện trong Quốc hội, nhưng không phải những người mà họ không thể kiểm soát được hoặc những người có thể gây những bối rối về chính trị.” [65]
- Nhà báo Huy Đức khi trao đổi với hãng tin BBC nói: "Để tổ dân phố bỏ phiếu quyết định một người có thể trở thành ứng cử viên đại biểu quốc hội hay không lại càng phản khoa học và phi dân chủ. Tử tế với nơi mình sống là cần thiết, nhưng đánh giá họ là phải dựa trên khả năng tham gia của họ trong các chính sách ở tầm quốc gia chứ không chỉ chuyện cản con mèo ăn vụng cá nhà hàng xóm." [49]

### Chỉ trích
Khi trao đổi với Đài châu Á Tự do (RFA), TS Nguyễn Quang A cho là việc hiệp thương là quá trình MTTQ dùng để đẩy ứng viên độc lập ra khỏi cuộc bầu cử: "Trong khâu ứng cử gọi là hiệp thương mà thực sự là cái bẫy để người ta loại người tự ứng cử ra. Người ta tổ chức cái hội nghị cử tri, khoảng 50 tới 100 người, họp và kéo người của người ta tới không biết họ có phải là cử tri ở cái khu ấy hay không, nhưng họ đến đấy về cơ bản là để đấu tố những người tự ra ứng cử để rồi người ta cho là không được tín nhiệm ở trong hội nghị thì coi như loại luôn." 

#### Chỉ trích của một số người bất đồng chính kiến
- Lê Quốc Quyết em trai của Luật sư Lê Quốc Quân kể lại với Đài châu Á Tự do (RFA): "Cái chuyện của anh Quân cũng hay lắm! Anh Quân thuộc tổ 6 nhưng họ lại đưa sang tổ 12 để lấy ý kiến của tổ dân phố. Trong tổ 12 đấy họ đưa lên họp ở lầu hai và họ chặn cầu thang lầu một! nếu ai quen biết và ủng hộ anh Quân thì đều không được lên lầu hai còn những người đã quán triệt không ủng hộ việc này thì họ cho lên!" [30]
- Luật sư Lê Công Định kể lại trường hợp của mình khi trao đổi với Đài châu Á Tự do (RFA): "Trong cả hai lần hiệp thương nơi cư trú và nơi làm việc họ đều công kích tôi về tinh thần ủng hộ dân chủ, đa nguyên đa Đảng. Họ nói tôi viết nhiều bài tuyên truyền chống nhà nước xã hội Chủ nghĩa mà cuộc bầu cử quốc hội là cuộc chọn những người đại biểu nhân dân. Họ cho những người tôi không biết mặt ở nơi tôi cư trú đến. Họ cử những người an ninh đến để nêu các vấn đề chính trị và tư tưởng để công kích tôi. Tuy rằng mình không đồng ý điều đó nhưng trong biên bản họ ghi luôn những ý kiến công kích mình!" [30]

## Dự định nhân sự

### Nghị quyết của Ủy ban Thường vụ Quốc hội về cơ cấu, thành phần đại biểu Quốc hội Khóa XIV
Ngày 16 tháng 1 năm 2016, kỳ họp thứ 44 của Ủy ban Thường vụ Quốc hội khóa XIII ra nghị quyết về cơ cấu, thành phần đại biểu Quốc hội Khóa XIV. Theo đó dự kiến sẽ có khoảng 80 ủy viên Trung ương tham gia Quốc hội khóa XIV. Con số đại diện khối doanh nghiệp sẽ chỉ có bảy người, trong đó ba người là từ doanh nghiệp nhà nước. Phó Chủ tịch Quốc hội đương nhiệm Nguyễn Thị Kim Ngân, được vào Bộ Chính trị khóa XII, tại Hội nghị 14 của Ban Chấp hành Trung ương XI, đã được giới thiệu vào chức danh Chủ tịch Quốc hội khóa mới.
Theo cơ cấu, số đại biểu ngoài Đảng là 25-50 người, tức cao nhất là 10%. Trên thực tế sau khi bầu, tỷ lệ có thể giảm đi. Trước khi bầu cử Quốc hội khóa XIII, có dự tính số đại biểu ngoài Đảng sẽ vào khoảng 15 - 20%. Thế nhưng sau khi bầu, con số này là 42 người, chỉ chiếm 8,4%.
Nghị quyết của Ủy ban Thường vụ Quốc hội cũng dự kiến số lượng đại biểu của Bộ Quốc phòng là 15 người, Bộ Công an là ba người. 6 địa phương có từ 10 đại biểu Quốc hội trở lên (trong đó Hà Nội, TP.HCM mỗi địa phương 30 đại biểu, Thanh Hóa 14 đại biểu, Nghệ An 13 đại biểu, Đồng Nai 12 đại biểu, An Giang 10 đại biểu), riêng Hà Nội, TP.HCM, tỉnh Thanh Hóa và Nghệ An mỗi địa phương có 2 đại biểu chuyên trách.

### Danh sách ứng cử viên do Trung ương giới thiệu
Có tất cả 197 người.

#### Khối các cơ quan của Đảng Cộng sản Việt Nam
1. Ông Nguyễn Văn Bình: Ủy viên Bộ Chính trị, Trưởng ban kinh tế TƯ
2. Ông Phạm Minh Chính, Ủy viên Bộ Chính trị, Bí thư TƯ Đảng, Trưởng ban Tổ chức TƯ
3. Ông Đinh Thế Huynh, Ủy viên Bộ Chính trị, Thường trực Ban bí thư
4. Bà Trương Thị Mai, Ủy viên Bộ Chính trị, Bí thư TƯ Đảng, Trưởng ban Dân vận TƯ
5. Ông Nguyễn Văn Nên, Bí thư TƯ Đảng, Chánh văn phòng TƯ Đảng
6. Ông Hoàng Bình Quân, Ủy viên TƯ Đảng, Trưởng ban Đối ngoại TƯ
7. Ông Thào Xuân Sùng, Phó Ban Dân vận TƯ.
8. Ông Nguyễn Hữu Thuận (Thuận Hữu), Tổng biên tập báo Nhân Dân.
9. Ông Võ Văn Thưởng, Ủy viên Bộ Chính trị, Bí thư TƯ Đảng, Trưởng ban Tuyên giáo TƯ
10. Ông Phan Đình Trạc, Uỷ viên TƯ Đảng, Trưởng ban Nội chính Trung ương.
11. Ông Nguyễn Phú Trọng, Tổng Bí thư BCH TƯ Đảng
12. Ông Trần Quốc Vượng, Ủy viên Bộ Chính trị, Bí thư TƯ Đảng, Chủ nhiệm Ủy ban Kiểm tra TƯ.

#### Khối Chủ tịch nước, cơ quan tư pháp: 3 người
1. Ông Trần Đại Quang, Ủy viên Bộ Chính trị, Chủ tịch nước
3. Bà Đặng Thị Ngọc Thịnh, Phó Chủ tịch nước
5. Ông Đào Việt Trung, Chủ nhiệm VP Chủ tịch nước.

#### Khối Quốc hội: 113 người
1. Ông Dương Quốc Anh - Phó chủ tịch uỷ ban giám sát Tài chính Quốc gia
2. Bà Nguyễn Thuý Anh: Chủ nhiệm Ủy ban các vấn đề xã hội của Quốc hội
3. Ông Nguyễn Tuấn Anh: Phó trưởng ban công tác đại biểu thuộc Ủy ban Thường vụ QH
4. Ông Nguyễn Tuấn Anh, vụ trưởng vụ Khoa học công nghệ môi trường của QH
5. Ông Nguyễn Ngọc Bảo: ủy viên thường trực Ủy ban Kinh tế của QH
6. Ông Nguyễn Mai Bộ, Phó Chánh án Tòa án quân sự TƯ
7. Ông Nguyễn Văn Cảnh, Ủy viên chuyên trách Ủy ban Khoa học công nghệ môi trường của QH
8. Ông Nguyễn Văn Chi, Vụ trưởng Vụ Chính sách, Tổng cục thuế, Bộ Tài chính
9. Ông Hà Ngọc Chiến: Chủ tịch hội đồng dân tộc của QH
10. Ông Vũ Văn Chiến, Hiệu trưởng trường cán bộ thanh tra, TTCP
11. Ông Trần Quang Chiểu, Uỷ viên Thường trực Ủy ban tài chính ngân sách của QH
12. Ông Giàng A Chu, Phó chủ tịch hội đồng dân tộc của QH
13. Ông Bùi Ngọc Chương, Uỷ viên thương trực Ủy ban các vấn đề xã hội của QH
14. Ông Nguyễn Sỹ Cương: Ủy viên thường trực Ủy ban đối ngoại của QH
15. Ông Nguyễn Mạnh Cường, Ủy viên Ủy ban Tư pháp của QH
16. Ông Nguyễn Khắc Định: Phó Chủ nhiệm Văn phòng Chính phủ
17. Bà Trần Thị Dung, Uỷ viên thường trực Ủy ban Pháp luật của Quốc hội khóa 13
18. Ông Bùi Đặng Dũng, Phó chủ nhiệm Uỷ ban Tài chính ngân sách của QH
19. Ông Phan Xuân Dũng: Chủ nhiệm Ủy ban KH-CN và MT của QH
20. Ông Nguyễn Hữu Đức, Ủy viên thường trực Uỷ ban Kinh tế của QH
21. Ông Nguyễn Minh Đức, Viện trưởng viện khoa học cảnh sát, Học viện cảnh sát nhân dân
22. Ông Lưu Văn Đức, hàm vụ trưởng, Phó Vụ trưởng Vụ địa phương II, Uỷ ban dân tộc
23. Ông Đỗ Văn Đương, Ủy viên thường trực Ủy ban Tư pháp của QH
24. Ông Nguyễn Trường Giang, Trợ lý Phó Chủ tịch QH
25. Ông Nguyễn Văn Giàu, Chủ nhiệm Uỷ ban Kinh tế của QH
26. Ông Đỗ Đức Hồng Hà, Giám đốc Học viện Tư pháp.
27. Vũ Hải Hà: Phó Chủ nhiệm Ủy ban đối ngoại của QH
28. Ông Trần Hồng Hà, Chánh án Tòa án nhân dân tỉnh Vĩnh Phúc
29. Bà Lê Thu Hà, hàm vụ trưởng Vụ đối ngoại, Văn phòng QH
30. Ông Nguyễn Vinh Hà: Phó chủ nhiệm Ủy ban KH-CN-MT
31. Ông Hoàng Quang Hàm, Vụ trưởng Vụ chế độ và kiểm soát chất lượng kiểm toán, Kiểm toán Nhà nước
32. Ông Tạ Văn Hạ, Chánh VP Đảng uỷ, Văn phòng QH
33. Ông Nguyễn Đức Hải, Chủ nhiệm Ủy ban tài chính ngân sách của QH
34. Bà Nguyễn Thanh Hải, Chủ nhiệm Uỷ ban văn hoá, giáo dục, thanh niên, thiếu niên, nhi đồng của QH
35. Ông Phùng Quốc Hiển: Phó Chủ tịch QH
36. Ông Nguyễn Văn Hiển, Viện trưởng Viện khoa học pháp lý, Bộ tư pháp
37. Bà Hoàng Thị Hoa, Ủy viên thường trực Uỷ ban văn hoá, giáo dục, thanh niên, thiếu niên, nhi đồng của QH
38. Bà Nguyễn Thị Mai Hoa, trưởng ban dân tộc - tôn giáo, Hội liên hiệp phụ nữ Việt Nam
39. Bà Mai Thị Phương Hoa, Vụ trưởng vụ công tác đại biểu Văn phòng QH
40. Ông Trương Minh Hoàng, Phó trưởng đoàn ĐBQH chuyên trách Cà Mau, Ủy viên Ủy ban KH-CN-MT
41. Ông Sùng A Hồng, Thiếu tướng, Giám đốc Công an tỉnh Điện biên
42. Ông Nguyễn Công Hồng, Phó chủ nhiệm Ủy ban Tư pháp
43. Ông Nguyễn Kim Hồng, Phó chủ nhiệm Ủy ban Pháp luật
44. Ông Nguyễn Thanh Hồng, Thiếu tướng, Ủy viên thường trực Ủy ban quốc phòng an ninh của QH
45. Ông Triệu Thế Hùng, Hàm vụ trưởng vụ Văn hóa, Giáo dục, thanh thiếu niên và Nhi đồng, VPQH.
46. Ông Phùng Văn Hùng: Ủy viên thường trực Ủy ban kinh tế của QH
47. Ông Bùi Quang Huy, trưởng ban tổ chức TƯ Đoàn
48. Ông Lê Quang Huy, Phó Bí thư Tỉnh ủy Nghệ An, Ủy viên Uỷ ban KH-CN và MT của QH
49. Ông Nguyễn Quốc Hưng, Phó tổng cục trưởng Tổng cục Du lịch
50. Bà Trần Thị Quốc Khánh: ĐBQH chuyên trách, Ủy viên Thường trực Ủy ban KH-CN và MT của QH
51. Ông Sa Văn Khiêm, Vụ trưởng Vụ dân tộc, Văn phòng QH
52. Ông Nguyễn Đức Kiên, Phó chủ nhiệm Ủy ban kinh tế của QH
53. Bà Đinh Thị Phương Lan, ủy viên thường trực Ủy ban Đối ngoại của Quốc hội
54. Ông Hoàng Văn Liên, Phó Chủ tịch UBND tỉnh Long An
55. Ông Nguyễn Đức Lộc: Chủ nhiệm Ủy ban kiểm tra Đảng ủy, Vụ trưởng vụ đoàn thể nhân dân của Ban dân vận TƯ
56. Ông Bùi Sỹ Lợi: Phó Chủ nhiệm Ủy ban các vấn đề xã hội của QH
57. Ông Nguyễn Văn Luật, Phó chủ nhiệm Uỷ ban Tư pháp của QH
58. Ông Phan Viết Lượng, Vụ trưởng vụ tổng hợp, Văn phòng QH
59. Ông Uông Chu Lưu, Phó Chủ tịch QH
60. Ông Nguyễn Hoàng Mai, Vụ trưởng Vụ các vấn đề xã hội của VPQH
61. Bà Vũ Thị Lưu Mai, Vụ trưởng Vụ tài chính ngân sách, VPQH
62. Bà Đoàn Thị Thanh Mai: hàm vụ trưởng vụ thông tin, VPQH
63. Ông Ngô Đức Mạnh, Phó Chủ nhiệm Ủy ban đối ngoại QH
64. Bà Ngô Thị Minh, Phó chủ nhiệm Uỷ ban văn hoá, giáo dục, thanh niên, thiếu niên, nhi đông của QH
65. Ông Ngô Văn Minh, Ủy viên thường trực Ủy ban pháp luật của QH
66. Ông Trần Văn Minh, Phó trưởng Ban Dân nguyện thuộc UBTV QH, Ủy viên Ủy ban KH-CN và MT của QH
67. Ông Phạm Thành Nam, hàm vụ trưởng vụ tổng hợp, VP Trung ương Đảng
68. Bà Lê Thị Nga, Chủ nhiệm Ủy ban Tư pháp của QH
69. Bà Nguyễn Thị Kim Ngân, Ủy viên Bộ Chính trị, Chủ tịch Quốc hội.
70. Ông Đặng Ngọc Nghĩa, Thiếu tướng, ủy viên thường trực Uỷ ban quốc phòng an ninh của QH
71. Bà Trần Hồng Nguyên, Ủy viên thường trực Ban Chỉ đạo Cải cách Tư pháp Trung ương Đảng Cộng sản Việt Nam
72. Bà Lê Thị Nguyệt, ủy viên thường trực Ủy ban các vấn đề xã hội của QH
73. Ông Đinh Văn Nhã: Phó chủ nhiệm Ủy ban tài chính - ngân sách của QH
74. Ông Lưu Bình Nhưỡng, Vụ trưởng - trưởng ban kiêm Phó Chánh VP Ban chỉ đạo cải cách tư pháp TƯ
75. Ông Nguyễn Văn Pha, Phó Chủ tịch Ủy ban TƯ MTTQ Việt Nam
76. Ông Đặng Thuần Phong: Phó chủ nhiệm Ủy ban các vấn đề xã hội của QH
77. Bà Tòng Thị Phóng, Ủy viên Bộ Chính trị, Phó Chủ tịch QH
78. Ông Nguyễn Hạnh Phúc, Tổng thư ký Quốc hội.
79. Bà Nguyễn Thị Mai Phương, Vụ trưởng Vụ pháp chế, Bộ KH-CN
80. Ông Đặng Xuân Phương, Phó Viện trưởng Viện nghiên cứu lập pháp thuộc UBTVQH
81. Ông Nguyễn Hữu Quang: Ủy viên thường trực Ủy ban tài chính - ngân sách của QH
82. Ông Đỗ Văn Sinh, Phó Tổng giám đốc Bảo hiểm xã hội Việt Nam
83. Ông Phạm Lương Sơn, Trưởng ban thực hiện chính sách y tế, Bảo hiểm xã hội Việt Nam
84. Ông Nguyễn Minh Sơn, Vụ trưởng Vụ kinh tế, Văn phòng QH
85. Ông Bùi Thanh Sơn, Thứ trưởng Bộ Ngoại giao
86. Ông Đinh Công Sỹ, Ủy viên thường trực Ủy ban Đối ngoại của QH
87. Ông Nguyễn Lâm Thành, Phó chủ tịch Hội đồng dân tộc của QH
88. Ông Ngô Trung Thành, Vụ trưởng vụ pháp luật, Văn phòng QH
89. Ông Phạm Tất Thắng, Ủy viên thường trực Uỷ ban Văn hoá, Giáo dục, thanh niên, thiếu niên, nhi đồng của QH; Phó chủ tịch hội hữu nghị Việt Nam - Phần Lan
90. Ông Y Thông, Ủy viên thường trực Hội đồng dân tộc của QH
91. Bà Nguyễn Thị Kim Thúy, Ủy viên thường trực Uỷ ban các vấn đề xã hội của QH
92. Bà Lê Thị Thủy, Phó Tổng Thanh tra Chính phủ
93. Bà Nguyễn Thị Thủy, Vụ trưởng Vụ pháp chế và quản lý khoa học, Viện Kiểm sát nhân dân tối cao
94. Ông Phạm Trí Thức, Phó chủ nhiệm Ủy ban Pháp luật của QH
95. Ông Phùng Đức Tiến, Phó chủ nhiệm Ủy ban Khoa học, Môi trường của QH
96. Ông Nguyễn Mạnh Tiến, Phó chủ nhiệm Ủy ban đối ngoại của QH
97. Ông Lê Hồng Tịnh, Phó chủ nhiệm Ủy ban Khoa học, Công nghệ và Môi trường của QH
98. Ông Nguyễn Hữu Toàn, Phó Chủ nhiệm Văn phòng QH
99. Ông Phạm Đình Toản, Phó Chủ nhiệm Văn phòng QH
100. Ông Lê Anh Tuấn, hàm vụ trưởng vụ Tổng hợp, Văn phòng QH; thư ký Chủ tịch QH
101. Ông Nguyễn Phương Tuấn, Giám đốc Trung tâm bồi dưỡng đại biểu dân cử, VPQH
102. Ông Hoàng Thanh Tùng, ủy viên thường trực Uỷ ban Pháp luật của QH
103. Ông Phan Xuân Tuy, Đại tá, Viện trưởng viện nghiên cứu khoa học an ninh, học viện an ninh, Bộ Công an
104. Ông Nguyễn Văn Tuyết, Phó chủ nhiệm Ủy ban Văn hoá, Giáo dục, Thanh thiếu niên và nhi đồng của QH
105. Ông Trần Văn Túy: ủy viên Ủy ban Thường vụ QH, Phó trưởng ban Tổ chức TƯ, trưởng Ban Công tác đại biểu thuộc UBTVQH.
106. Ông Phan Văn Tường, Thiếu tướng, Phó Tư lệnh Quân khu 1
107. Ông Đỗ Bá Tỵ, Đại tướng, Phó Chủ tịch QH
108. Ông Lê Thanh Vân, ủy viên thường trực Ủy ban Tài chính ngân sách của QH
109. Ông Võ Trọng Việt, Thượng tướng, Chủ nhiệm Ủy ban quốc phòng và an ninh của QH
110. Ông Đặng Thế Vinh, Phó Bí thư Tỉnh ủy Hậu Giang, Ủy viên Ủy ban Kinh tế của QH
111. Bà Cao Thị Xuân, Ủy viên thường trực Hội đồng dân tộc của QH
112. Ông Bùi Văn Xuyền, Ủy viên thường trực Ủy ban Pháp luật của QH
113. Bà Lê Thị Yến, Ủy viên thường trực, Uỷ ban các vấn đề xã hội của QH

#### Khối Chính phủ: 17 người
1. Ông Trần Tuấn Anh, Bộ trưởng Bộ công thương
2.Ông Trương Hòa Bình, Ủy viên Bộ Chính trị, Phó Thủ tướng
3 Ông Phan Thanh Bình, Giám đốc ĐHQG TP.HCM
4. Ông Đỗ Văn Chiến, Chủ nhiệm Uỷ ban dân tộc
5. Ông Nguyễn Xuân Cường, Thứ trưởng thường trực Bộ NN và PTNT
6. Ông Đào Ngọc Dung, Bộ trưởng Bộ LĐ-TB và XH
7. Ông Nguyễn Chí Dũng, Bộ trưởng Bộ KH-ĐT
8. Ông Đinh Tiến Dũng, Bộ trưởng Bộ Tài chính
9. Ông Trần Hồng Hà, Bộ trưởng Bộ TN-MT
10. Ông Vương Đình Huệ, Ủy viên Bộ Chính trị, Phó Thủ tướng Chính phủ
11. Ông Lê Thành Long, Bộ trưởng Bộ Tư pháp
12. Ông Phạm Bình Minh, Ủy viên Bộ Chính trị, Phó Thủ tướng Chính phủ, Bộ trưởng Bộ Ngoại giao
13. Ông Trương Quang Nghĩa: Bộ trưởng Bộ GTVT
14. Ông Phùng Xuân Nhạ, Bộ trưởng Bộ GD - ĐT
15. Ông Nguyễn Xuân Phúc, Ủy viên Bộ Chính trị, Thủ tướng Chính phủ
16. Ông Lê Vĩnh Tân, Bộ trưởng Bộ Nội vụ
17. Ông Nguyễn Ngọc Thiện, Bộ trưởng Bộ VH-TT và DL

#### Khối Quân đội: 15 người
1. Ông Nguyễn Trọng Bình, Tư lệnh Vùng 1 Hải quân
2. Ông Lê Chiêm, Trung tướng, Thứ trưởng Bộ Quốc phòng
3. Ông Sùng Thìn Cò, Thiếu tướng, Phó Tư lệnh Quân khu 2
4. Ông Lâm Quang Đại, Thiếu tướng, Phó Chính uỷ quân chủng phòng không không quân
5. Ông Bùi Đức Hạnh, Thiếu tướng, Phó Tư lệnh Bộ đội Biên phòng
6. Ông Nguyễn Minh Hoàng, Thiếu tướng, Phó chính uỷ Quân khu 7
7. Ông Nguyễn Sỹ Hội, Thiếu tướng, Phó tư lệnh quân khu 4
8. Ông Nguyễn Hải Hưng, Thiếu tướng, Phó tư lệnh quân khu 3
9. Ông Nguyễn Văn Khánh, Thiếu tướng, Viện trưởng Viện kiểm sát quân sự TƯ
10. Ông Trần Việt Khoa, Phó Giám đốc Học viện Quốc phòng
11. Ông Ngô Xuân Lịch, Đại tướng, Ủy viên Bộ Chính trị, Bộ trưởng Bộ Quốc phòng
12. Ông Nguyễn Trọng Nghĩa, Trung tướng, Phó Chủ nhiệm Tổng cục chính trị
13. Ông Phạm Thành Tâm, Thiếu tướng, Phó tư lệnh quân khu 9
14. Ông Dương Văn Thông, Thiếu tướng, Phó Chính uỷ Quân khu 1
15. Ông Nguyễn Đình Tiến, Thiếu tướng, Phó Tư lệnh Quân khu 5

#### Bộ Công an: 3 người
Ông Tô Lâm: Ủy viên Bộ Chính trị, Bộ trưởng Bộ Công an
Ông Bùi Mậu Quân, Trung tướng, Phó Tổng cục trưởng Tổng cục an ninh, Bộ Công an
Ông Lê Quý Vương: Thượng tướng, Thứ trưởng Bộ Công an.

#### Tòa án nhân dân tối cao: 1 người
Ông Nguyễn Hòa Bình: Chánh án Tòa án nhân dân tối cao:

#### Viện kiểm sát nhân dân tối cao: 1 người
Ông Lê Minh Trí: Viện trưởng Viện kiểm sát nhân dân tối cao:

#### Kiểm toán Nhà nước: 1 người
Ông Hồ Đức Phớc: Tổng Kiểm toán Nhà nước:

#### Khối Mặt trận tổ quốc và đoàn thể: 31 người
1. GS Trần Đông A: GS giảng dạy y khoa, ghép gan; nguyên Phó giám đốc Bệnh viện phụ trách chuyên môn, Ủy viên Ủy ban TƯ MTTQ Việt Nam
2. Ông Y Tru Alio, Phó hiệu trưởng ĐH Tây Nguyên.
3. Ông Nguyễn Phú Bình: Nguyên Thứ trưởng Bộ Ngoại giao, Phó Chủ nhiệm Hội đồng tư vấn về đối ngoại và kiều bào của Ủy ban TƯ MTTQ Việt Nam.
4. Ông Đặng Minh Châu (Hòa thượng Thích Bảo Nghiêm): Phó Chủ tịch Hội đồng trị sự kiêm trưởng ban Hoằng pháp Trung ương Giáo hội Phật giáo Việt Nam
5. Ông Bùi Văn Cường: Bí thư Đảng đoàn Tổng LĐLĐ Việt Nam, Chủ tịch Tổng Liên đoàn Lao động Việt Nam
6. Ông Lương Phan Cừ: Phó Chủ tịch Hội Bảo trợ người tàn tật và trẻ mồ côi Việt Nam
7. Ông Võ Kim Cự, Chủ tịch Liên minh hợp tác xã Việt Nam
8. Ông Đàm Hữu Đắc, Phó Chủ tịch Hội người cao tuổi Việt Nam
9. Ông Nguyễn Văn Được, Chủ tịch Hội cựu chiến binh Việt Nam
10. Bà Nguyễn Thị Thu Hà, Chủ tịch Hội LHPN Việt Nam
11. Ông Nguyễn Lân Hiếu, ĐH Y Hà Nội, Phó chủ tịch Hội tim mạch Việt Nam
12. Bà Nguyễn Thị Nguyệt Hường, Chủ tịch Hiệp hội công thương Hà Nội
13. Ông Nghiêm Vũ Khải: Phó chủ tịch Liên hiệp các hội KHKT Việt Nam
14. Ông Võ Văn Kim (Vũ Trọng Kim), Phó Chủ tịch Uỷ ban TƯ MTTQ Việt Nam, Chủ tịch Hội hữu nghị Việt Nam-Lào
15. Ông Nguyễn Phi Long, Chủ tịch Ủy ban TƯ Hội Liên hiệp thanh niên Việt Nam
16. Ông Vũ Tiến Lộc: Chủ tịch Phòng thương mại và công nghiệp Việt Nam
17. Ông Trần Thanh Mẫn: Phó Chủ tịch Uỷ ban TƯ MTTQ Việt Nam
18. Ông Lại Xuân Môn, Phó chủ tịch Hội Nông dân Việt Nam
19. Ông Nguyễn Thiện Nhân, Ủy viên Bộ Chính trị, Chủ tịch Uỷ ban TƯ MTTQ Việt Nam
20. Ông Đôn Tuấn Phong: Phó chủ tịch kiêm Tổng thư ký Liên hiệp các tổ chức hội nghị Việt Nam
21. Ông Lê Quốc Phong, Chủ tịch Hội sinh viên Việt Nam
22. Ông Dương Trung Quốc: Phó Chủ tịch, Tổng thư ký Hội sử học Việt Nam
23. Ông Nguyễn Văn Quyền, Chủ tịch Hội luật gia Việt Nam
24. Lịch mục Nguyễn Văn Riễn, Chủ tịch Ủy ban đoàn kết công giáo Bình Dương
25. Ông Hoàng Châu Sơn, Trung tướng, Phó chủ tịch Hội nạn nhân chất độc da cam
26. Ông Quách Thế Tản, Chủ tịch Hội khuyến học tỉnh Hoà Bình
27, Ông Nguyễn Văn Thân, chủ tịch hội Doanh nghiệp nhỏ và vừa Việt Nam
28. Ông Nguyễn Việt Thắng, Chủ tịch Hội Nghề cá Việt Nam
29. Ông Nguyễn Hữu Thỉnh, Chủ tịch liên hiệp các Hội Văn học nghệ thuật Việt Nam, Chủ tịch Hội nhà văn Việt Nam
30. Ông Đỗ Ngọc Thịnh, Phó chủ tịch điều hành và đại diện Liên đoàn Luật sư Việt Nam
31. Bà Nguyễn Thị Xuân Thu, Chủ tịch hội chữ thập đỏ Việt Nam.

### Hội nghị Hiệp thương lần I bầu cử ĐBQH khóa XIV của Ủy ban Trung ương Mặt trận Tổ Quốc

#### Số lượng đại biểu không phải Đảng viên
Tại Hội nghị Hiệp thương lần I bầu cử ĐBQH khóa XIV được Đoàn Chủ tịch Ủy ban Trung ương Mặt trận Tổ Quốc tổ chức vào ngày 16.2.2016, ông Lù Văn Que, Chủ tịch Hội đồng Tư vấn về Dân tộc của MTTQ, nêu ý kiến:"dự kiến có 35 người ngoài Đảng thì ít quá, họp Quốc hội đâu phải hội nghị Đảng viên mở rộng" và đề nghị: "tăng lên 100 người". Trong phát biểu kết luận Hội nghị, Chủ tịch Ủy ban Trung ương MTTQ VN, Phó chủ tịch Hội đồng bầu cử quốc gia Nguyễn Thiện Nhân nói:“Đề nghị Hội đồng bầu cử quốc gia, Ủy ban Thường vụ Quốc hội nghiên cứu tăng số lượng đối với cơ cấu đại biểu Quốc hội là người ngoài Đảng"

#### Số lượng đại biểu tự ứng cử
Nghị quyết của Ủy ban Thường vụ Quốc hội về cơ cấu, thành phần đại biểu Quốc hội Khóa XIV không có cơ cấu cho người tự ứng cử. Do đó tại Hội nghị Hiệp thương lần I, ông Trần Hoàng Thám nêu ý kiến:"Nên khuyến khích những người tự ứng cử, và điều này phải được thể hiện trong cơ cấu...định ra cơ cấu người tự ứng cử thì sẽ tạo không khí dân chủ, phấn khởi trong nhân dân"

## Tự ứng cử

### Tiêu chuẩn ứng cử Đại biểu Quốc hội[70]
1. Là công dân nước Cộng hòa xã hội Chủ nghĩa Việt Nam đủ hai mươi mốt tuổi trở lên có quyền ứng cử vào Quốc hội, Hội đồng nhân dân các cấp.
2. Trung thành với Tổ quốc, Nhân dân và Hiến pháp, phấn đấu thực hiện công cuộc đổi mới, vì mục tiêu dân giàu, nước mạnh, dân chủ, công bằng, văn minh.
3. Có phẩm chất đạo đức tốt, cần, kiệm, liêm, chính, chí công vô tư, gương mẫu chấp hành pháp luật; có bản lĩnh, kiên quyết đấu tranh chống tham nhũng, lãng phí, mọi biểu hiện quan liêu, hách dịch, cửa quyền và các hành vi vi phạm pháp luật khác.
4. Có trình độ văn hóa, chuyên môn, có đủ năng lực, sức khỏe, kinh nghiệm công tác và uy tín để thực hiện nhiệm vụ đại biểu Quốc hội.
5. Liên hệ chặt chẽ với Nhân dân, lắng nghe ý kiến của Nhân dân, được Nhân dân tín nhiệm.
6. Có điều kiện tham gia các hoạt động của Quốc hội.
7. Người ứng cử đại biểu Hội đồng nhân dân phải đáp ứng các tiêu chuẩn của đại biểu Hội đồng nhân dân quy định tại Luật tổ chức chính quyền địa phương.

### Diễn biến
Trong cuộc bầu cử quốc hội năm 2001, 83 ứng cử viên độc lập đã nộp đơn, 15 người được phép tranh cử và 4 người được bầu.
Tính cho đến ngày 9 tháng 2 năm 2016, đã có gần 10 cá nhân độc lập tại Việt Nam tự đứng ra ứng cử đại biểu Quốc hội khóa XIV.
Ngày 3 tháng 3 năm 2016, ông Nguyễn Văn Pha, Phó chủ tịch Ủy ban Trung ương MTTQ Việt Nam, cho biết chỉ riêng Ủy ban bầu cử TP Hà Nội đã nhận được hơn mười hồ sơ của người tự ứng cử. Ở các địa phương khác cũng có người tự ứng cử đến nộp hồ sơ. Về việc nghị quyết của Ủy ban Thường vụ Quốc hội không nêu ra cơ cấu cho người tự ứng cử, ông Nguyễn Văn Pha cho biết: "không ảnh hưởng gì tới việc tự ứng cử. Bởi người tự ứng cử tham gia như một thành phần bình đẳng trong quá trình bầu cử, nếu trúng cử thì họ đương nhiên thuộc vào cơ cấu, thành phần nào đó (ví dụ như trẻ, nữ, dân tộc thiểu số…) trong Quốc hội. Hơn nữa, cơ cấu, thành phần quy định trong nghị quyết của Ủy ban Thường vụ Quốc hội là cơ cấu định hướng chứ không phải cơ cấu bắt buộc." Để bảo đảm không xảy ra tình trạng phân biệt đối xử với những người tự ứng cử, ông đề nghị: "báo chí, cử tri, bản thân người tự ứng cử giám sát quá trình này".
Đến hết ngày 13 tháng 3 năm 2016, hạn cuối cùng nộp hồ sơ ứng cử, theo thống kê của Ủy ban bầu cử Hà Nội, số hồ sơ ứng cử đại biểu Quốc hội khóa XIV ở Hà Nội là 87, trong đó có 47 người tự ứng cử. Một số địa phương khác cũng có người tự ứng cử như Đà Nẵng 3 người, Nghệ An 5 người, Quảng Nam 3 người, Hà Tĩnh 1 người. Riêng tại TP Hồ Chí Minh thì có đến 50 người tự ứng cử trong tổng số 90 hồ sơ ứng cử.
Tổng cộng có 226 ứng viên là người ngoài Đảng, 162 hồ sơ tự ứng cử, sau hội nghị hiệp thương lần thứ hai, còn lại 154 người tự ứng cử.
Ngày 15 tháng 3 năm 2016, Đoàn giám sát của Hội đồng bầu cử quốc gia do Phó thủ tướng Nguyễn Xuân Phúc, trưởng đoàn giám sát Hội đồng bầu cử quốc gia dẫn đầu, đã làm việc với Ủy ban bầu cử thành phố Hà Nội. Tại buổi làm việc, Tiểu ban an ninh, trật tự, an toàn xã hội của Hội đồng bầu cử Quốc gia, đã nêu ý kiến cho rằng: trong số 47 người tự ứng cử đại biểu Quốc hội tại Hà Nội,
| “ | "Một số người có sự ủng hộ của tổ chức phản động trong nước, nước ngoài, thậm chí còn được cung cấp tài chính để vận động, tranh thủ số phiếu của cử tri." | ” |

Ngày hôm sau, tiến sĩ Nguyễn Xuân Diện, một người tự ứng cử ở Hà Nội, công khai đơn gửi Phó Thủ tướng Nguyễn Xuân Phúc đề nghị làm rõ thông tin “phản động cung cấp tài chính để vận động bầu cử”. Trao đổi với BBC, luật sư Võ An Đôn, một người tự ứng cử Quốc hội khóa XIV, nói: “Tôi cho rằng việc Tiểu ban an ninh đưa tin có tổ chức phản động cung cấp tài chính để vận động bầu cử cho một số người là động thái tung hỏa mù, khiến ứng viên sợ và cử tri nghi ngờ họ”. Một ứng viên tự đề cử khác, luật sư Lê Văn Luân cũng cho biết trên mạng xã hội hôm 11/3 rằng “Công an huyện về điều tra lý lịch của tôi ở xã. Đến chiều thì lại có người ở Tổng cục an ninh về tận nhà. Họ còn hỏi bố mẹ tôi rằng gia đình hay tôi có nhận tài trợ của nước ngoài không?”.
Thiếu tướng Trần Ngọc Thổ tại hội nghị hiệp thương lần thứ hai để lập danh sách sơ bộ người ứng cử ĐBQH khóa XIV do Ủy ban MTTQ VN Thành phố Hồ Chí Minh tổ chức chiều 17.3, cho là: "Nhìn vào danh sách ứng cử ĐBQH thì thấy ngoài Đảng quá nhiều, tự ứng cử quá nhiều. Đây là tổ chức thứ tư (ý ông Thổ nói MTTQ VN - PV) của Đảng sau Chính phủ, Nhà nước, Quốc hội chứ có phải ai muốn vào thì vào, ai muốn ra thì ra". Chiều 17.3, hội nghị hiệp thương lần hai đã biểu quyết thông qua danh sách sơ bộ 90 người ở Thành phố Hồ Chí Minh ứng cử ĐBQH khóa XIV, trong đó có 48 người tự ứng cử (chiếm 53,3%), 44 người ngoài Đảng (48,8%), 30 nữ (33,3%).
Còn theo Chủ tịch Ủy ban bầu cử thành phố Hà Nội Nguyễn Thị Bích Ngọc,“Với số lượng 47 người tự ứng cử đại biểu Quốc hội lần này cũng không phải là quá cao so với số lượng người ứng cử kỳ trước, trong đó cũng có rất nhiều nhân sĩ trí thức tham gia tự ứng cử vì muốn cống hiến cho đất nước”.
Theo Đại biểu Quốc hội Nguyễn Anh Sơn:
| “ | "Vào Quốc hội không phải là cuộc dạo chơi, không phải là nơi để họ PR hình ảnh, lấy danh tiếng... Ai nghĩ vào Quốc hội tìm danh tiếng, tìm quyền lợi này kia sẽ thất bại và bị bật ra ngay" | ” |

### Phong trào tự ứng cử đại biểu Quốc hội trên mạng xã hội
Phong trò tự ứng cử đại biểu Quốc hội bị một số cơ quan báo chí do nhà nước Việt Nam kiểm soát liên tục có những bài viết phê phán và lên án. Các báo này cho rằng những người tự ứng cử có dụng ý chống đối nhà nước và gọi phong trào tự ứng cử là một hình thức "diễn biến hòa bình".
Trong bài viết đăng ngày 14 tháng 3 năm 2016, báo Công an nhân dân nêu: "Phong trào này thoạt nghe tưởng như thể hiện những giá trị tích cực, tốt đẹp, cần được khuyến khích nhằm thúc đẩy sự phát triển lành mạnh của xã hội. Tuy nhiên, trên thực tế, đó là sự giả tạo, ngụy trang bằng những vỏ bọc, lời lẽ tốt đẹp để che lấp cho những việc làm, ý đồ chống phá, mang tính chất cá nhân nhằm phục vụ ý đồ chính trị của một nhóm người lớn tiếng tuyên bố “tự ứng cử đại biểu Quốc hội” trên mạng xã hội và dùng mọi thủ đoạn để lôi kéo, hối thúc người khác làm cùng. Về những thành viên cốt cán trong phong trào, thay vì có đủ trí tuệ, bản lĩnh, uy tín để đại diện cho cử tri tham gia quản lý Nhà nước và xã hội thì người ta chỉ nhìn thấy ở họ bề dày “thành tích” chống đối, tiền án, tiền sự và cả những mâu thuẫn đến nực cười tồn tại ngay trong chính suy nghĩ của họ, ráo riết tuyên truyền, xuyên tạc rằng Đảng Cộng sản, Nhà nước và chính quyền địa phương gây khó khăn, cản trở, phối hợp để loại bỏ “những người tự ứng cử”; xuyên tạc việc tổ chức bầu cử dưới chế độ một Đảng thông qua hội đồng bầu cử các cấp - “cánh tay nối dài của Đảng” là không khách quan, dân chủ, tiêu cực....Đây là sự quy chụp bởi quy trình, thủ tục về hồ sơ tự ứng cử của công dân đều đã được công khai, phổ biến rộng rãi trên các phương tiện truyền thông đại chúng. Hồ sơ “tự ứng cử” của công dân khi trình hội đồng bầu cử các cấp thiếu gì thì được yêu cầu bổ sung, sai ở đâu thì yêu cầu sửa cho đúng quy định. Do đó, nói rằng chính quyền gây khó khăn cho những người tự ứng cử như lời của những “nhà dân chủ tự xưng” là không có cơ sở. Trên thực tế, cái gọi là “phong trào tự ứng cử đại biểu Quốc hội” là một trong những chiêu bài chống phá cuộc bầu cử Quốc hội và HĐND các cấp của số đối tượng, phần tử chống đối trong và ngoài nước."
Báo Quân đội nhân dân ngày 8 tháng 3 năm 2016 cho rằng: "Có thể khẳng định, tuy không phải tất cả những người tự ứng cử đều có động cơ không trong sáng, song rõ ràng, âm mưu lợi dụng tự ứng cử để truyền bá quan điểm xuyên tạc, chống phá Đảng Cộng sản, Nhà nước là có thật". Ngoài ra, trên báo Bình Phước (thuộc Đảng bộ tỉnh Bình Phước) cũng có bài viết với nhận định: "Họ cổ xúy cho “phong trào” tự ứng cử mà không căn cứ vào các quy định của Luật Bầu cử đại biểu Quốc hội và đại biểu HĐND đối với người ứng cử, hòng làm khó Mặt trận Tổ quốc và hội đồng bầu cử các cấp. Và khi bị loại khỏi danh sách ứng cử vì không đáp ứng được các điều kiện, họ không đếm xỉa gì đến các quy định được nêu trong Luật Bầu cử mà cố tình xuyên tạc sự thật, lu loa lên rằng họ bị đối xử không công bằng; rằng Đảng, Nhà nước và chính quyền địa phương gây khó khăn để loại bỏ những người tự ứng cử; xuyên tạc việc tổ chức bầu cử dưới chế độ một Đảng thông qua hội đồng bầu cử các cấp là không khách quan, thiếu dân chủ, tiêu cực...Họ chưa có đầy đủ ý thức và chưa sẵn sàng (chưa nói đến việc có đủ tiêu chuẩn và uy tín hay không) trong việc làm người đại diện cho nhân dân."
Trái với những ý kiến này, Tướng Lê Mã Lương bày tỏ không đồng tình trước việc cho rằng các ứng viên tự ứng cử có thể “có thế lực phản động đứng sau thậm chí là bơm tiền”. Ông nói:
| “ | “Tôi cho rằng không nên nói như thế (Những người tự ứng cử được hỗ trợ bởi các nhóm phản động). Nếu như chỉ ra được thì chỉ ra rõ chứ không được nói chung chung như vậy là phương hại đến việc ứng cử của đại biểu” | ” |

.
Đồng tình với ý kiến này, Ủy viên Đoàn chủ tịch MTTQ VN Nguyễn Túc cho biết ông đã “sửng sốt” khi báo chí nêu thông tin trên.
| “ | “Mình đang vận động nhân dân tự ứng cử lại đưa tin có tổ chức phản động bảo kê. Việc này cũng làm người ứng cử thấy bị xúc phạm, nhất là các nhân sĩ trí thức rất bất bình” | ” |

.
Trước đó một số cơ quan báo chí dẫn thông tin từ tiểu ban an ninh, trật tự, an toàn xã hội của Hội đồng Bầu cử quốc gia tại buổi làm việc của Đoàn giám sát công tác bầu cử do Phó thủ tướng Nguyễn Xuân Phúc dẫn đầu với TP.Hà Nội ngày 15.3 cho biết trong số 47 người tự ứng cử ĐBQH tại Hà Nội, một số người có sự ủng hộ của tổ chức phản động trong nước, nước ngoài...

### Một số trường hợp tự ứng cử
Một số trường hợp tự ứng cử có thể kể ra như:
- Ngày 04 tháng 2 năm 2016, khi trả lời Hãng tin BBC, Tiến sĩ Nguyễn Quang A, một nhà quan sát và vận động cho xã hội dân sự ở Hà Nội, là người đầu tiên tuyên bố tự ứng cử đại biểu Quốc hội khóa này. Ông A cũng đã kêu gọi người dân tự ứng cử đại biểu Quốc hội và đại biểu Hội đồng nhân dân. Theo ông, mục tiêu chính của việc ứng cử của mình là "muốn dấy lên một phong trào để người dân học hỏi, các cơ quan nhà nước cũng phải học hỏi, từ đó tác động thay đổi nhận thức một cách từ từ.”[12] Ưu tiên nhất của ông khi thành đại biểu quốc hội là sửa luật và giám sát chính bộ máy nhà nước, quan chức nhà nước trong việc thực thi luật.[84] Ông Quang A đã viết là ông đã thu thập được 5.000 chữ ký ủng hộ gồm csr những nhà văn nổi tiếng, những viên chức lão thành trong Đảng Cộng sản và một viên tướng hồi hưu. Tuy nhiên theo giaidochinhtri.com thì Ông Quang A đã giả mạo nhiều chữ ký trong bản danh sách đó[85]
- Luật sư Lê Văn Luân ở Hà Nội, người gần đây bị côn đồ hành hung ở Chương Mỹ, Hà Nội[86], sau khi đứng ra nhận trợ giúp pháp lý trong vụ án một thiếu niên bị đánh chết trong thời gian bị giam giữ[87], cho biết lý do ông tự ứng cử với hãng tin BBC: “mong muốn góp công sức vào một xã hội dân chủ và văn minh hơn,... hi vọng là mọi công dân VN đều có quyền và nghĩa vụ đóng góp sự phát triển đó của đất nước”.[88]
- Ngày 12 tháng 3 năm 2016, nhà báo Trần Đăng Tuấn, người sáng lập chương trình "Cơm có thịt" mang lại bữa ăn dinh dưỡng cho trẻ em nghèo vùng cao, cho biết đã nộp đơn tự ứng cử.[89]
- Thầy giáo Đỗ Việt Khoa lần thứ 2 tham gia tự ứng cử Đại biểu Quốc hội với nguyện vọng "có tiếng nói sâu sát về thực trạng của nền giáo dục hiện tại...Phải là giáo viên đứng lớp mới hiểu nỗi khổ của giáo viên, học sinh".[90]

### Tự ứng cử viên than phiền
Theo hãng tin BBC, tự ứng cử viên Quốc hội Hoàng Văn Dũng, làm nghề tự do và là một nhà hoạt động của phong trào Con đường Việt Nam, nói ông bị "gây bất lợi" trong buổi hiệp thương tại địa phương (Quận Phú Nhuận, TP HCM). Ông bị phê bình là “chống phá chính quyền, không ủng hộ hay đồng tình với chủ trương của nhà nước”, “bạn bè kéo về nhà để xe bừa bãi trước cửa”, và “đi biểu tình chống Trung Quốc”. Những người đến ủng hộ ông Dũng "không được cho vào", cả vợ của ông cùng tổ dân phố cũng gặp khó khăn. Họ còn bị một bọn người đi xe máy chạy qua ném mắm tôm vào người.

### Buổi lấy ý kiến cử tri
Quy trình làm việc của mỗi buổi lấy ý kiến cử tri bao gồm
1. Công bố tiêu chuẩn để trở thành Đại biểu Quốc hội, Hội đồng Nhân dân các cấp
2. Quy định các trường hợp không được ứng cử đại biểu Quốc hội và đại biểu HĐND
3. Danh sách và tiểu sử tóm tắt của người ứng cử đại biểu HĐND'
4. Các ứng cử viên lên tuyên bố vê cương lĩnh tranh cử
5. Bỏ phiếu tín nhiệm
6. Công bố kết quả[92][93][94]

Đánh giá tổng thể về các buổi lấy ý kiến cử tri, Báo Quảng Nam nhận định: "Tại các hội nghị, cử tri tham dự khá đông đảo, phát biểu sôi nổi, đóng góp nhiều ý kiến thiết thực, tâm huyết đối với cuộc bầu cử và ứng cử viên. Cử tri tin tưởng và gửi gắm nhiều sự kỳ vọng vào những người ứng cử HĐND các cấp được giới thiệu về lấy ý kiến nhận xét, tín nhiệm ở nơi cư trú. Tỷ lệ nhất trí cao, đa số ứng cử viên có chất lượng cao, đáp ứng tiêu chuẩn".
Hội nghi cử tri kéo dài 2 tiếng, tuy nhiên Ứng viên ĐBQH Nguyễn Thúy Hạnh được cho biết là ứng cử viên chỉ được quyền nói trong 5 -6 phút. Về câu hỏi của bà, ai là "đại diện cử tri", những người được vào hội nghị cử tri, thì được cho biết do MTTQ và tổ trưởng dân phố chọn, coi như họ là người quyết định, cử tri nào được quyền bỏ phiếu tín nhiệm ứng cử viên. Cuộc bầu cử đại biểu Quốc hội khóa XIV bị một số ít người cho rằng đang diễn ra một cách không minh bạch, vi phạm trắng trợn quyền ứng cử của công dân Việt Nam, bà đã tẩy chay hội nghị hiệp thương.
Ở Hà Nội, nhà báo Nguyễn Tường Thụy, Phó Chủ tịch Hội Nhà báo Độc lập Việt Nam, Ứng viên ĐBQH, cho là có sự gian lận trong tổ chức bầu cử. Đó là giấy mời của Ủy ban Trung ương Mặt trận Tổ quốc gửi công dân địa phương của ứng cử viên Đặng Bích Phượng. Tờ giấy có ghi là mời “đại diện cử tri”, nhưng trong pháp luật và từ điển pháp luật của chính phủ Hà Nội không hề có thuật ngữ này. Ông khẳng định rằng cụm từ “đại diện cử tri” là cái mẹo để hợp thức hóa một hội nghị mà họ dàn xếp kết quả. Nhà báo tự do Đoan Trang đưa ra thí dụ cụ thể là - 75 cử tri "được mời" ở phường Gia Thụy, quận Long Biên, của TS. Nguyễn Quang A, - 63 cử tri "được mời" ở phường 7, quận Phú Nhuận, của Th.S. Nguyễn Trang Nhung - 68 cử tri "được mời" ở phường Cam Lộc, Cam Ranh, Khánh Hòa, của ca sĩ Mai Khôi - có quyền quyết định thay cho trung bình 490.000 cử tri trong mỗi khu vực bầu cử.
Bùi Minh Quốc ở Đà Lạt: Cũng cho đây chỉ là cuộc đấu tố, bỏ cuộc hội thảo giữa chừng vì phát biểu chưa hết nội dung thì chủ toạ ngắt lời với lập luận rằng, ứng cử viên chỉ được nói lời tiếp thu ý kiến của cử tri chứ không được nói khác. Bị phê bình là không xứng đáng ứng cử vào Quốc hội vì đòi bỏ điều 4 Hiến pháp, đòi đa nguyên đa Đảng, đòi xóa bỏ vai trò lãnh đạo của Đảng CSVN.
TS Nguyễn Quang A cho biết ông được 6/75 phiếu tín nhiệm. 6 ý kiến phát biểu với ý chính, TS không tham gia sinh hoạt với tổ dân phố và “học hành nhiều nhưng không đóng góp gì cho đất nước”.
- Thầy giáo Đỗ Việt Khoa bị loại sau Hội nghị lấy ý kiến cử tri (13/75) ở khu phố, bị ông Lực Trưởng xóm cho rằng đã để "chó ỉa sang nhà hàng xóm". Ông cho biết 13/15 người trong xóm đã ủng hộ, những người còn lại là ở khu vực khác ông nghi ngờ là "các sĩ quan an ninh mặc thường phục từ nơi khác đến." [101]

Những người khác không được tín nhiệm trong hội nghị cử tri là ở quận Phú Nhuận, TP. HCM, 62/63 cử tri nơi cư trú bất tín nhiệm. Nguyễn Trang Nhung – cử nhân tin học, cử nhân luật, Thạc sĩ tài chính-ngân hàng. Hiện tại ca sĩ Mai Khôi tuy bị loại nhưng đang dẫn đầu về số phiếu tín nhiệm 28/68.
Ngày 10/4, từ Hà Nội, hãng tin BBC đưa tin, Tiến sĩ Nguyễn Xuân Diện, nhà nghiên cứu văn hóa và blogger chia sẻ về kết quả của hai Hội nghị Cử tri vừa diễn ra các hôm 8 và 9 tháng 4 năm 2016 đối với ông: "Qua quan sát tôi thấy tất cả hội nghị cử tri và những ứng cử viên tham gia như là một cuộc đấu tố man rợ và bỉ ổi của cải cách ruộng đất. Tối hôm qua đã đến hội nghị cử tri của tôi như là đi vào pháp trường với sự thị uy của lực lượng chức năng, công an, rồi công an chìm băng đỏ các thứ nhưng rồi cái kết quả là thứ nhất, những ứng cử viên độc lập đều nếm trải cuộc đấu tố.", "Thứ hai, các kết quả là được rất là ít phiếu, ngay như tối nay ông ứng cử viên Phan Phong ở Tràng Tiền chỉ được 1 phiếu thôi. Hôm qua thì ông Nguyễn Kim Môn được 3/81 phiếu...," 

### Ý kiến
- GS.TS. Nguyễn Minh Thuyết, nguyên Phó chủ nhiệm Ủy ban Văn hóa, Giáo dục, Thanh niên, Thiếu niên và Nhi đồng của Quốc hội cho ý kiến: "

| “ | Phải có cơ chế để người dân tự ra ứng cử bình đẳng với người được các tổ chức giới thiệu ra ứng cử; ứng cử viên phải trình bày, thậm chí tranh luận về chương trình hành động để cử tri lựa chọn được những đại biểu xứng đáng. | ” |

- Ông Nguyễn Văn Pha, Phó Chủ tịch Ủy ban Trung ương MTTQ Việt Nam nhấn mạnh:

| “ | Phân biệt đối xử với người tự ứng cử là phạm luật...Quan điểm của Đảng, Nhà nước là không phân biệt người được giới thiệu ứng cử với người tự ứng cử...Tôi mong báo chí, cử tri, bản thân người tự ứng cử giám sát quá trình này để tránh xảy ra những thiếu sót, vi phạm đáng tiếc | ” |

- Ngày 15/3, Phó Chủ tịch, Tổng Thư ký Ủy ban Trung ương MTTQ Việt Nam Vũ Trọng Kim đã trao đổi với báo chí về những người tự ứng cử:

| “ | Tôi nghĩ, cần phải có số lượng người tự ứng cử nhiều hơn và tỉ lệ người tự ứng cử đi đến “chung cuộc” phải nhiều hơn. Không có rào cản gì đối với những người tự ứng cử. Chỉ có những định kiến hẹp hòi mới ngăn cản người tự ứng cử. Điều này phụ thuộc vào lãnh đạo của từng đơn vị, địa phương nào đó. Điều này không phù hợp với xu thế phát triển và định kiến không phải là điều được cho phép. | ” |

- Ông Vũ Mão (nguyên Chủ nhiệm Văn phòng Quốc hội, Chủ nhiệm Ủy ban Đối ngoại Quốc hội) về một số vấn đề liên quan tới tự ứng cử và bầu cử đã nói:

| “ | Công tác giám sát của Quốc hội và kể cả của HĐND các cấp có một số tiến bộ và ngày càng tiến bộ. Các vấn đề bức xúc của cử tri đều được Quốc hội và HĐND quan tâm tiến hành giám sát, chọn lọc, đưa ra chất vấn các cơ quan chức năng để các cơ quan này có hướng giải quyết thỏa đáng nhu cầu, nguyện vọng chính đáng của cử tri...Tự ứng cử của ta dễ dãi quá, không có một điều kiện ràng buộc nào. Như các nước, người muốn tự ứng cử thì phải có một số điều kiện như, phải lấy được đủ chữ ký của 100 người hoặc 1000 người ủng hộ. Hoặc như người tự ứng cử phải có một khoản tiền đặt cọc, sau khi trúng cử thì được lấy lại khoản tiền đó, còn nếu không trúng cử thì không được lấy lại. Nhưng trong luật bầu cử của chúng ta không có những điều đó. | ” |

### Ý kiến sau hội nghị cử tri
- Ứng viên Bùi Minh Quốc nói với hãng tin BBC: "Họ có thể đạt được mục đích trước mắt của họ là chặn, gạt hết những người tự ứng cử, không cho ai lọt vào danh sách cuối cùng, để cuối cùng họ tiến hành một cuộc gọi là một mình một chợ... Thế nhưng hậu quả mà họ nhận được đó là họ thêm một bước nữa trong quá trình tự sát về chính trị và văn hóa." [106]
- Ứng viên TS Nguyễn Quang A nói với hãng tin BBC: "Nếu đấu tranh mạnh mẽ, thì có thể hy vọng rằng Luật Bầu cử nó phải thay đổi thì mới được, chứ Luật Bầu cử mà nó đã được thiết kế để cái việc Đảng (CSVN) quyết định, Đảng chọn dân bầu, thì sẽ không bao giờ có kết quả tốt cả." [107]

## Diễn biến bầu cử

### Bầu cử sớm
Ngày 15 tháng 5 năm 2016, nhân dân huyện đảo Trường Sa đã tiến hành bầu cử sớm một tuần. Tham gia Ngày bầu cử sớm ngoài các quân nhân tại quần đảo Trường Sa còn có người dân bản địa và ngư dân vãng lai. Sự kiện bầu cử diễn ra an toàn, không có sự cố. Theo Đài Truyền hình Việt Nam, sự kiện bầu cử diễn ra trong không khí rộn ràng, dân chủ, hòm phiếu sẽ được mang vào bờ để kiểm với sự giám sát của báo chí và các cơ quan có thẩm quyền. Bên cạnh đó, tỉnh Lai Châu cũng tổ chức bầu cử sớm tại 3 xã đặc biệt khó khăn Tà Tổng, Tá Bạ và Mù Cả, huyện Mường Tè. Theo đánh giá của Ủy ban bầu cử tỉnh Lai Châu, việc tổ chức bầu cử ở 32 điểm bỏ phiếu diễn ra dân chủ, đúng quy định của pháp luật. Cử tri chủ yếu là người dân tộc thiểu số như La Hủ, H'Mông và Hà Nhì.

### Trong ngày bầu chính thức
Ngày 22 tháng 5, 69 triệu cử tri Việt Nam đã đi bầu cử Quốc hội và Hội đồng Nhân dân các cấp. Tính tới 21h ngày 22/5, tỷ lệ cử tri cả nước đi bầu đạt 98,77%, Thành phố Hồ Chí Minh đạt 99,36%.

## Báo chí được quyền giám sát quá trình bầu cử và kiểm phiếu
Theo ông Nguyễn Thiện Nhân, Chủ tịch Ủy ban Trung ương Mặt trận Tổ quốc Việt Nam:
| “ | "Ngoài các tổ chức liên quan đến bầu cử, cá nhân những người ứng cử, thân nhân của họ hoặc cơ quan giới thiệu người ứng cử, phóng viên báo chí có thể giám sát việc kiểm phiếu... không ai được làm ảnh hướng lúc kiểm phiếu... Các phóng viên giám sát phải có giấy xác nhận để được tham gia...Quy định chung là việc giám sát không được làm ảnh hưởng đến quá trình bỏ phiếu cũng như kiểm phiếu, nếu vi phạm sẽ tiến hành lập biên bản tại chỗ, người đó có thể có ý kiến về việc lập biên bản. Đây là nội dung mới đảm bảo tính dân chủ, khách quan" | ” |

Văn bản số 467 ngày 18 tháng 5 năm 2016 của Tiểu ban Văn bản pháp luật và Thông tin, tuyên truyền, Hội đồng bầu cử quốc gia về việc hướng dẫn quy định
| “ | “Người ứng cử, đại diện cơ quan, tổ chức, đơn vị giới thiệu người ứng cử hoặc người được ủy nhiệm có quyền chứng kiến việc kiểm phiếu và khiếu nại về việc kiểm phiếu. Các phóng viên báo chí được chứng kiến việc kiểm phiếu” | ” |

Quá trình khiếu nại liên quan tới kiểm phiếu cũng được các cơ quan báo chí giám sát. Bộ trưởng Bộ Thông tin và Truyền thông Trương Minh Tuấn khẳng định sẽ tạo điều kiện để cho các phóng viên trong và ngoài nước tác nghiệp tại tất cả các điểm bầu cử.

## Tính dân chủ
Để cho cuộc bầu cử được dân chủ, ông Nguyễn Quang A cho thí dụ cụ thể : 
- Nên yêu cầu ban tổ chức niêm yết công khai danh sách cử tri hội nghị cử tri, để cho báo chí có quyền đến, có quyền quay phim, chụp ảnh.
- Người dân nên tham gia vào quá trình kiểm phiếu.

Trên thực tế, tại tất cả các khu dân cư, phiếu sẽ được kiểm bởi Tổ bầu cử. Thành viên của Tổ bầu cử gồm 11 đến 21 thành viên gồm Tổ trưởng, Thư ký và các Ủy viên là đại diện cơ quan nhà nước, tổ chức chính trị, tổ chức chính trị - xã hội, tổ chức xã hội, đại diện cử tri ở địa phương. Trong đó, đại diện cử tri tại địa phương là một bộ phận của những đại diện các hộ gia đình trong khu dân cư. Số lượng đại diện hộ gia định do hộ gia đình ấn định
Bên cạnh đó, không có quy định cấm báo chí tác nghiệp khi quá trình bầu cử đang diễn ra. Bộ trưởng Bộ Thông tin và Truyền thông Trương Minh Tuấn đã yêu cầu các cơ quan báo chí phải bảo đảm bình đẳng khi tuyên truyền về bầu cử.
Bà Doãn Thị Thuận, Phó Vụ trưởng Vụ Báo chí Xuất bản (Ban Tuyên giáo TƯ) nhận định:
| “ | "Báo chí sẽ là lực lượng chủ lực trong tuyên truyền về bầu cử bên cạnh công tác cổ động, thông tin khác" | ” |

Nhận xét về tính dân chủ của cuộc bầu cử, Tạp chí Quốc phòng toàn dân nhận định: "Hệ thống bầu cử của Việt Nam ra đời từ khi ra đời nước Việt Nam dân chủ Cộng hòa (nay là nước CHXHCN Việt Nam). Hiến pháp và Luật Bầu cử Việt Nam quy định: cử tri bầu đại biểu Quốc hội và Hội đồng nhân dân các cấp theo nguyên tắc phổ thông, bình đẳng, trực tiếp và bỏ phiếu kín. Phù hợp với nguyên tắc “phổ thông”, số lượng đại biểu của mỗi địa phương tỷ lệ với số cử tri của địa phương đó. Các cử tri được bầu cử trực tiếp các đại diện của mình ở các cơ quan dân cử từ cấp cơ sở đến Quốc hội...Việt Nam luôn quan tâm tới quyền bầu cử, ứng cử của người dân tộc thiểu số, phụ nữ".
Về vấn đề Đảng cử, dân bầu, báo này nhận định rằng tuyệt đại đa số những người ra tranh cử của tất cả các nước trên thế giới đều được cử bởi một Đảng phái chính trị nào đó (tiêu biểu Tổng thống Hoa Kỳ Obama được Đảng Dân chủ cử, Tổng thống Pháp François Hollande được Đảng Xã hội cử, Thủ tướng Anh David Cameron được Đảng Bảo thủ cử, Thủ tướng Đức Angela Merkel được Đảng Liên minh Dân chủ Cơ đốc giáo cử và Thủ tướng Nhật Bản Abe do Đảng Dân chủ Tự do cử). Còn về sự quan tâm của cử tri, có thể nói đây là vấn đề chung của mọi quốc gia, kể cả ở Việt Nam. Không phủ nhận rằng, ở Việt Nam trước đây còn có trường hợp một người bỏ phiếu hộ cho người khác trong một gia đình nhưng tình trạng này vẫn tốt hơn việc tỷ lệ đi bầu cử thấp ở nhiều nước trên thế giới. Theo ông Nguyễn Hạnh Phúc, Tổng thư ký Ủy ban Bầu cử Quốc gia, đối với vấn đề đi bầu hộ, sẽ được xử lý tùy theo mức độ vi phạm khác nhau. Ông Nguyễn Hạnh Phúc cũng đề nghị các cơ quan báo chí tuyên truyền rằng đi bầu cử là quyền lợi, trách nhiệm xã hội của mỗi công dân và để mỗi phiếu bầu thể hiện đúng ý chí của mỗi công dân
Bầu của Quốc hội Việt Nam khóa XIV được tiến hành theo phương thức dân chủ trực tiếp nhằm bảo đảm khả năng thể hiện ý chí, nguyện vọng và quyền làm chủ của nhân dân trong việc xây dựng Nhà nước nói chung và cơ quan đại diện cho quyền lực của nhân dân

## Công tác bảo an cho ngày Bầu cử
Để đảm bảo an ninh, an toàn cho Ngày Bầu cử, Hội đồng Bầu cử đã thành lập Tiểu ban an ninh, trật tự xã hội. Tiểu ban sẽ được giải tán sau khi Hội đồng Bầu cử Quốc gia ngừng hoạt động. Đứng đầu Ủy ban là ông Đỗ Bá Tỵ, Phó Chủ tịch Quốc hội, Ủy viên Hội đồng bầu cử quốc gia

## Giải quyết khiếu nại
Theo Luật Bầu cử quốc gia: 
| “ | "Kể từ ngày công bố danh sách những người ứng cử, công dân có quyền khiếu nại, tố cáo về người ứng cử, khiếu nại, kiến nghị về những sai sót trong việc lập danh sách những người ứng cử với Ban bầu cử, Ủy ban bầu cử đại biểu Quốc hội và đại biểu Hội đồng nhân dân cấp tỉnh, Hội đồng bầu cử. Ban bầu cử, Ủy ban bầu cử đại biểu Quốc hội và đại biểu Hội đồng nhân dân cấp tỉnh, Hội đồng bầu cử phải ghi vào sổ và giải quyết khiếu nại, tố cáo, kiến nghị theo thẩm quyền. Trong trường hợp người khiếu nại, tố cáo, kiến nghị không đồng ý với kết quả giải quyết của Ban bầu cử, Ủy ban bầu cử đại biểu Quốc hội và đại biểu Hội đồng nhân dân cấp tỉnh thì có quyền khiếu nại với Hội đồng bầu cử. Quyết định của Hội đồng bầu cử là quyết định cuối cùng...Trong thời hạn mười ngày trước ngày bầu cử, Hội đồng bầu cử, Ủy ban bầu cử đại biểu Quốc hội và đại biểu Hội đồng nhân dân cấp tỉnh, Ban bầu cử ngưng việc xem xét, giải quyết mọi khiếu nại, tố cáo, kiến nghị về người ứng cử và việc lập danh sách những người ứng cử...Không xem xét, giải quyết đối với những đơn tố cáo nặc danh...Những khiếu nại tại chỗ về việc kiểm phiếu do Tổ bầu cử nhận, giải quyết và ghi cách giải quyết vào biên bản. Trong trường hợp Tổ bầu cử không giải quyết được thì phải ghi rõ ý kiến của Tổ vào biên bản giải quyết khiếu nại và chuyển đến Ban bầu cử." | ” |

.
Để giải quyết những khiếu nại, tố cáo trong quá trình bầu cử, Hội đồng bầu cử quốc gia thành lập Tiểu ban Nhân sự và Giải quyết khiếu nại. Đứng đầu Ủy ban là ông Phùng Quốc Hiển, Phó Chủ tịch Quốc hội, Uỷ viên Hội đồng bầu cử quốc gia

## Quyền bỏ phiếu của các đối tượng bị tạm giam, tạm giữ
Kỳ bầu cử lần này là lần đầu tiên những người bị bị tạm giam, tạm giữ được phép đi bầu cử. Những người thuộc đối tượng này cho biết họ rất hạnh phúc khi được thực hiện quyền hiến định của mình

## Nhận xét

### Báo chí quốc tế

#### Trước Ngày Bầu cử
- Báo "the Wall Street Journal" đưa tin ngày 18 tháng 5 năm 2016 (trước Ngày Bầu cử 04 ngày) nhân nói về cuộc viếng thăm Việt Nam sắp tới của tổng thống Barack Obama nhận định, cuộc bầu cử quốc hội kỳ này lại là "một cuộc bầu cử quốc gia trò hề khác" (another farcical national election).[131]
- Báo The New York Times đưa tin ngày 20 tháng 5 năm 2016 (02 ngày trước Ngày Bầu cử) cũng nói tới cuộc bầu cử ở Việt Nam như là bối cảnh cho chuyến thăm viếng của Obama, trên giấy tờ hiến pháp Việt Nam cho phép mọi người công dân ra tranh cử. Nhưng trên thực tế, quốc này vẫn là một nước đơn Đảng, người dân chỉ được phép bầu cho các ứng viên đã được lựa chọn kỹ lưỡng bởi Đảng cầm quyền.[132]
- Ngày 20/05, hãng tin Tân Hoa Xã của Trung Quốc cũng đưa tin về quá trình chuẩn bị bầu cử và sự kiện bầu cử sớm ở đảo Thổ Chu (Kiên Giang). Hãng tin này cũng nhận định công tác bảo an cho bầu cử là để ngăn chặn các âm mưu phá hoại Ngày Bầu cử.[133][134]
- Ngày 21/05 (01 ngày trước Ngày Bầu cử), hãng tin Reuter với tựa bài " Ngày dân chủ tại Việt Nam Cộng sản bầu quốc hội của Đảng". Hãng tin này cũng dẫn lời của ông Nguyễn Hạnh Phúc: "Đây là ngày chúng tôi có quyền được tự hào. Mọi người dân Việt Nam đều có quyền và trách nhiệm bầu cử và xây dựng đất nước". Reuters miêu tả, đường phố tại Việt Nam được trang hoàng với băng-rôn, khẩu hiệu và những ca khúc về bầu cử ngân nga từ các loa phóng thanh. Hãng tin này nhận định tuy còn chậm nhưng tình hình tại Việt Nam đã có tiến bộ hơn rất nhiều khi trong lần bầu cử lần này đã có những ứng cử viên độc lập, không thuộc Đảng phái nào tham gia[135]

#### Trong và sau Ngày Bầu cử
- Tờ Đại Đoàn Kết dẫn lại tin của Hãng tin AFP như sau: "AFP cũng đăng tải nhiều hình ảnh cử tri Việt Nam đi bỏ phiếu để bầu ra đại biểu cơ quan dân cử. Hãng này cho hay, hơn 69 triệu cử tri trong tổng số dân 84 triệu người của Việt Nam sẽ lựa chọn ra 500 đại biểu từ 857 ứng cử viên, trong đó có 150 ứng cử viên không phải là Đảng viên. Ngoài ra còn có 30 người tự ứng cử. AFP dẫn lời nguyên Tổng Bí thư Nông Đức Mạnh nói rằng, nhiệm vụ của Quốc hội khóa XIV là đẩy mạnh cải cách với mục tiêu đưa Việt Nam ra khỏi danh sách những nước kém phát triển và trở thành một nước công nghiệp hiện đại vào năm 2020".[136]
- Phóng viên Prensa Latina có mặt tại một số điểm bỏ phiếu tại Hà Nội cho biết, thông tin về các ứng cử viên được niêm yết đầy đủ, công khai tại các điểm bỏ phiếu. Người dân tham gia bỏ phiếu trong bầu không khí phấn khởi, vui tươi và tin tưởng. Các nhà lãnh đạo cao nhất của Việt Nam, trong đó có Tổng Bí thư Nguyễn Phú Trọng, Chủ tịch nước Trần Đại Quang, Thủ tướng Chính phủ Nguyễn Xuân Phúc và Chủ tịch Quốc hội Nguyễn Thị Kim Ngân đã tham gia thực hiện quyền công dân của mình ngay sau khi các hòm phiếu được mở. Bản tin của Prensa Latina khẳng định, bầu cử Quốc hội và Hội đồng Nhân dân các cấp là một trong những sự kiện chính trị quan trọng nhất của Việt Nam trong năm 2016 và đã trở thành một ngày hội của toàn dân tộc Việt Nam.[137][138]
- Hãng tin Tân Hoa Xã tiếp tục đưa tin về diễn biến trong ngày bầu cử ở Việt Nam[139]
- Channel News Asia (Singapore) cho biết ngoài các biểu ngữ cổ động trên các phố phường, ngõ xóm, hệ thống loa phát thanh cũng liên tục gửi tới người dân những thông tin bầu cử. Channel New Asia khẳng định, tinh thần của Ủy ban bầu cử là đảm bảo sự xuất hiện của mọi tổ chức, bộ phận xã hội tham gia vào Quốc hội.[140]
- Hãng thông tấn xã AP viết trong ngày bầu cử đưa tựa "Việt Nam bầu quốc hội của những nghị gật trước cuộc viếng thăm của Obama" (Vietnam Votes for Rubber-Stamp Assembly Before Obama Visit) được nhiều báo tiếng Anh tại Hoa Kỳ, và Canada đăng lại [141].

### Trong nước
- Trong chương trình Thời sự đặc biệt nhân Ngày Bầu cử, Đài Truyền hình Việt Nam (VTV) khẳng định kỳ bầu cử lần này thành công tốt đẹp, công khai, minh bạch, dân chủ và có nhiều tiến bộ. Trong đó, đây là lần đầu tiên Luật Bầu cử 2015 được áp dụng. Các đối tượng tạm giam, tạm giữ được đi bầu cử. Báo chí trong và ngoài nước được phép giám sát quá trình bầu cử và kiểm phiếu[142]
- Trang mạng VnExpress cũng đưa một loạt ảnh về những người cao tuổi, người nằm trên giường bệnh, và những thanh niên lần đầu đi thực hiện quyền công dân của mình[143]
- Báo Nhân dân đưa tin liên tục về kỳ bầu cử. Báo này cho biết không khí bầu cử diễn ra rộn ràng và dân chủ[144][145][146]
- Báo Hà Nội mới cho biết các hoạt động chào mừng thành công bầu cử Quốc hội khóa XIV và HĐND các cấp nhiệm kỳ 2016–2021 diễn ra hết sức sôi nổi[147]
- Tờ An ninh Thủ đô khẳng định Kỳ bầu cử lần này thành công tốt đẹp[148]
- Ngay trong tối 22/05, Báo Quân đội Nhân dân khẳng định kỳ bầu cử thành công tốt đẹp, diễn ra an toàn, dân chủ, đúng quy định, không có tình huống phức tạp xảy ra. Cử tri phấn khởi, tin tưởng vào thành công chung của cuộc bầu cử.[149][150]